# Історія аутизму
Історія аутизму розпочалась понад століття. Аутизм намагалися лікувати різними способами, його патологізували або розглядали як корисну властивість нейрорізноманіття людини. Розуміння аутизму визначилося культурними, науковими та суспільними факторами, і його сприйняття та лікування змінюються з часом у міру розвитку наукового розуміння аутизму.
Термін аутизм був вперше введений Ойгеном Блейлером у його описі шизофренії в 1911 році.  Діагноз шизофренії був ширшим, ніж його сучасний еквівалент. У дітей-аутистів того часу часто діагностували дитячу шизофренію. Найперші дослідження, спрямовані на дітей, яких сьогодні вважатимуть аутистами, проводила Груня Сухарєва, починаючи з 1920-х років. У 1930-х і 1940-х роках Ганс Аспергер і Лео Каннер описали два споріднені синдроми, пізніше названі дитячим аутизмом і синдромом Аспергера. Каннер вважав, що описаний ним стан може бути відмінним від шизофренії, і в наступні десятиліття дослідження того, що стане відомим як аутизм, прискорилися. Формально, проте, дітей-аутистів продовжували діагностувати з різними діагнозами, пов'язаними з шизофренією, як у Діагностичному та статистичному посібнику з психічних розладів (DSM), так і в Міжнародній класифікації хвороб (ICD),  але на початку 1970-х років ці два діагнози відокремили та вирішили, що аутизм і шизофренія насправді є різними психічними розладами. У 1980 році це було вперше формалізовано з новими діагностичними категоріями в DSM-III.  Синдром Аспергера був введений в DSM як офіційний діагноз у 1994 році, але в 2013 році синдром Аспергера та дитячий аутизм були знову об’єднані в DSM-5 в єдину діагностичну категорію – розлад аутистичного спектру (РАС).
Людям з аутизмом часто важко зрозуміти невербальні соціальні сигнали та емоційний обмін. Розвиток Інтернету дав можливість багатьом людям з аутизмом створювати онлайн-спільноти, працювати віддалено та дистанційно відвідувати школу, що може принести пряму користь тим, хто зазвичай спілкується. Суспільні та культурні аспекти сприйняття аутизму розвинулися до цього часу: одні науковці шукають ліки, а інші вважають, що аутизм — це просто інший спосіб існування.  
Незважаючи на те, що зростання кількості організацій і благодійних фондів, пов’язаних із захистом інтересів людей з аутизмом та їхніх опікунів, а також зусилля з дестигматизації РАС вплинули на сприйняття РАС,  люди з аутизмом та їхні опікуни продовжують відчувати соціальну стигматизацію в ситуаціях, коли поведінка аутистів сприймається негативно, і багато лікарів первинної ланки та медичні спеціалісти висловлюють переконання, що відповідають застарілим уявленням про аутизм. 
Обговорення аутизму викликало багато суперечок. Оскільки дослідники не змогли дійти консенсусу щодо різних форм захворювання, певний час не проводилося досліджень того, що зараз класифікується як аутизм.   Обговорення синдрому та його складності розчарувало дослідників. Навколо різних тверджень щодо етіології аутизму до цих пір точаться суперечки.

## Аутизм до терміну «аутизм» (до 1908 р.)

### Аутисти до "аутизму"
Автори визначили випадки аутизму у людей задовго до появи терміну «аутизм», які, можливо, сьогодні були б діагностовані як аутисти. Застільна розмова Мартіна Лютера, складена його нотатником Матесіусом, містить історію 12-річного хлопчика, який, можливо, страждав на аутизм і потребував підтримки. Найпершим добре задокументованим випадком аутизму є випадок Х’ю Блера з Борга, як детально описано в судовій справі 1747 року, в якій його брат успішно подав петицію про анулювання шлюбу Блера, щоб отримати спадок Блера.
Генрі Кавендіш був плідним натурфілософом, вперше опублікований у 1766 році. За життя Кавендіша вважали ексцентриком, а його поведінку сучасники описували як «особливо сором’язливу». Досліджуючи Кавендіша як тему для статті в журналі Neurology 2001 року, невролог Олівер Сакс визначив, що докази діагнозу РАС «майже переважні». 
Дикий хлопчик з Аверона, дика дитина, яка була знайдена в 1798 році, демонструвала кілька ознак аутизму. У підлітковому віці він не говорив, і його історія була дуже широко відома в суспільстві того часу. Такі випадки привернули увагу до аутизму та пов’язаних з ним інвалідності, і було проведено більше досліджень щодо природних аспектів людської поведінки. Студент-медик Жан Ітар лікував його за поведінковою програмою, розробленою для того, щоб допомогти йому сформувати соціальну прихильність і спонукати до мови через наслідування.

### Ранні описи симптомів аутизму
Близько 1810 року французький психіатр Жан-Етьєн Домінік Ескіроль дав визначення стану мономанії. Він зробив публікацію про цей термін у 1827 році. Увага публікації була зосереджена на сучасній концепції фіксованої ідеї ( idée fixe ), єдиного предмета одержимості в іншому здоровому розумі.  Аутисти часто мають сильну фіксацію на певних темах або об'єктах.
У 1877 році британський лікар Джон Даун використав термін «затримка розвитку», щоб описати стани, включно з тим, що сьогодні вважається аутизмом.
Також у 1877 році німецький лікар Адольф Куссмауль визначив стан aphasia voluntaria – коли люди вирішують не говорити.  Деякі люди, які, як вважають, мають волюнтарну афазію, могли бути невербальними аутистами.
У 1887 році Джон Даун прочитав лекцію, в якій описав ідіотів-савантів, людей, чиї розумові здібності були загалом низькими, але які мали сильні здібності в певній галузі, в якій він зазначив на відсутності простеження будь якої історії подібних здібностей у родичів пацієнта.
Французький психіатр П’єр Жане опублікував книгу Les Obsessions et la Psychasthénie (Нав’язливі ідеї та психастенія) у 1903 році. Вона включала нещодавно визначений стан психастенії, який став прототипом пізнішого інтровертного типу особистості Карла Юнга  і, на думку Груні Сухарєвої, був компонентом шизоїдної психопатії в дитинстві.
Німецький соціолог Георг Зіммель писав про міське сенсорне перевантаження у своєму есе 1903 року «Метрополія та психічне життя».

#### Передчасна деменція та пов’язані стани
Термін dementia praecox (передчасна деменція ) вперше використав німецький психіатр Генріх Шюле в 1880 році, а також у 1891 році Арнольд Пік, чеський професор психіатрії в Карловому університеті в Празі.
Шотландський психіатр Томас Клаустон у своїй книзі «Клінічні лекції про психічні захворювання» 1883 року описав новий стан, який він назвав психоневрозом. Його опис охоплював те, що сьогодні вважається спектрами шизофренії та аутизму - те, що інші вважали "dementia praecox".
Термін «dementia praecox» був значно популяризований у 1899 році через шосте видання книги німецького психіатра Еміля Крепеліна «Psychiatrie». Ein Lehrbuch für Studirende und Aerzte  (Психіатрія. Підручник для студентів і лікарів).  Ця умова була визначена дуже широко за сучасними стандартами. Вважалося, що первинним порушенням при dementia praecox є порушення когнітивних або розумових функцій уваги, пам’яті та цілеспрямованої поведінки.  Люди з аутизмом часто мають ці ознаки, і деякі люди з таким діагнозом сьогодні вважалися б аутистами.
Італійський психіатр Санте Де Санктіс коротко згадав стан у статті 1906 року , який він назвав dementia praecocissima (дуже рання деменція), яка була формою dementia praecox, що почалася дуже рано в житті людей. Більш детально він писав про це в статті 1908 року.  Це був дуже широко визначений стан, який він вважав «дуже схожим на гебефренічний або кататонічний комплекс симптомів статевого дозрівання та підліткового віку».
У 1908 році австрійський педагог Теодор Хеллер визначив стан під назвою «dementia infantilis» (дитяча деменція).  Цей стан пізніше буде називатися синдромом Геллера та дитячим дезінтегративним розладом. Зараз DSM вважає це частиною розладу спектру аутизму. Це рідкісне генетичне захворювання.

## Аутизм як симптом шизофренії (1908–1924)

### Ойген Блейлер
Ойген Блейлер був швейцарським психіатром, який був директором психіатричної лікарні Бургхельцлі, що була пов’язана з Цюріхським університетом. У квітні 1908 року він прочитав лекцію, пояснюючи, що dementia praecox надто відрізняється від інших форм деменції.  Він запропонував дати їй унікальну назву шизофренія - роздвоєння розуму. Протягом наступних п'ятдесяти років цей термін буде все частіше використовуватися. Те, що зараз відомо як «шизофренія», відрізняється від того, що описав Блейлер. Він включив у своє визначення те, що сьогодні вважається аутизмом, шизоїдним розладом особистості та різним спектром шизофренії та іншими психотичними розладами .
Новолатинське слово autismus (англійський переклад autism ) було введено Блейлером у липні 1910 року, в науковій статті «Zur Theorie des schizophrenen Negativismus»  (Про теорію шизофренічного негативізму). Він вивів термін autismus (від грецького слова: αὐτός , романізоване :  autós , букв. «я»), і використовував його для значення хворобливого самомилування, маючи на увазі «аутистичний відхід пацієнта від своїх фантазій, при якому будь-який вплив ззовні стає нестерпним занепокоєнням».  
Блейлер вважав, що своєрідна поведінка людей з аутизмом пояснюється тим, що вони займаються особистою фантазією, а не світом, яким він є.  Він вважав, що вони спиралися на психічний стан раннього дитинства, який не міг сформувати теорію розуму.

### Август Хох: замкнута особистість
У двох статтях, вперше оприлюднених у листопаді 1908 та травні 1910 року та опублікованих у 1909 та 1910 роках відповідно, швейцарсько-американський психіатр Август Хох з Психіатричного інституту штату Нью-Йорк дав визначення концепції замкнутої особистості. Він характеризувався замкнутістю, закритістю, сором'язливістю та перевагою жити у фантастичних світах, серед іншого.  Хох також додав, що вони мали «погано збалансований сексуальний інстинкт та разюче безплідні любовні зв’язки».   

### Права дітей
У 1913 році в Англії та Уельсі був прийнятий Закон про психічну недостатність, який забезпечував інституційний догляд за всіма дітьми, за якими були визначені «психічні дефекти».

### Ганнушкін і Крепелін
Стаття російського психіатра Петра Ганнушкіна 1914 року «Стан питання про шизофренічну конституцію», і verschrobene (ексцентричний) тип у восьмому виданні підручника з психіатрії Еміля Крепеліна (1915)  детально описують типи характеру, які пізніше будуть вважатися шизоїдними Грунею Сухарєвою. 
Крепелін пише про поки що погано вивчену групу пацієнтів, які можуть бути інтелектуально добре обдарованими, але «розсіяними, забудькуватими та демонструють коливання інтелектуальних здібностей».  Вони ексцентричні в тому сенсі, що вони схильні дотримуватись «екстравагантних і несвітських ідей», мають безладний або заплутаний спосіб самовираження, і, як правило, не пристосовуються до досвіду інших, а натомість «займаються абсолютно безнадійними та незрозумілими планами».

### Введення термінушизоїд
Термін «шизоїд» почали використовувати незадовго до 1920 року. Його використовували для опису людей, які мали симптоми, схожі на «шизофренію», але не настільки виражені.
Стаття німецького психіатра з Тюбінгенського університету Ернста Кречмера 1921 року «Körperbau und Charakter» була розширена в 1922 році. Ця розширена версія була опублікована як книга Physique and Character  англійською мовою в 1925 році, і в ній використовувалися терміни «шизоїд» і «шизотим» (останній був подібний до шизоїду, але ближче нейротиповий). Він включив шизотимічний артистичний темперамент як один із двох різновидів геніальності та визначив соціально закриту шизотимію як тип особистості.
У 1924 році Блейлер сказав, що шизоїдні люди:
замкнуті, підозрілі, нездатні до дискусії, люди, які комфортно тупі й водночас чутливі, люди, які у вузькій манері переслідують нечіткі цілі, покращувачі всесвіту тощо. 
У той час Блейлер також вважав, що кожен має шизоїдний елемент, писав: «Кожна людина має один синтонічний (у гармонії з оточенням) і один шизоїдний компонент, і шляхом більш уважного спостереження можна визначити його силу та напрям».

### Карл Юнг: Інтроверсія
У вересні 1909 року швейцарський психіатр Карл Юнг використав термін інтроверт на лекції в Університеті Кларка .  Стенограму цієї лекції разом із двома іншими було опубліковано в журналі в 1910 році  , коли цей термін уперше з’явився у друку. У лекції він згадує, що любов, яка є "інтровертною", "звернена всередину суб'єкта і там створює підвищену уявну активність".  Раніше Юнг працював під керівництвом Блейлера в Бургхельцлі.
Книга Карла Юнга «Psychologische Typen »  1921 року була опублікована англійською мовою як «Типи особистості »  у 1923 році. У ній вперше детально описано «інтровертів». (До 1949 р. виходили різні нові видання).

Більш стисле визначення інтровертного типу було дано Юнгом у лютому 1936 року в його статті «Psychologische Typologie»  (Психологічна типологія). Він включав:
Він тримається осторонь зовнішніх подій, не долучається, відчуває виразну неприязнь до суспільства, як тільки опиняється серед великої кількості людей. У великому зібранні він відчуває себе самотнім і розгубленим. Чим тісніше, тим сильнішим стає його опір. Він анітрохи не «при цьому», і не любить захоплених посиденьок. Він погано міксер. Те, що він робить, він робить по-своєму, барикадуючись від впливу ззовні. Він схильний здаватися незграбним, часто здається загальмованим, і часто трапляється так, що певною грубістю, або своєю похмурою неприступністю, або якимось недобросовісним характером він завдає людям мимовільної образи...
Ганс Аспергер пізніше побачить подібність між інтроверсією Юнга та його концепцією аутизму.  

### Міжнародна рада з освіти виняткових дітей
10 серпня 1922 року в Сполучених Штатах було засновано Міжнародну раду з освіти дітей з особливостями розвитку. Групу заснувала американська вчителька Елізабет Фаррелл, щоб об’єднати вчителів дітей-інвалідів. Згодом група стала відомою як Рада виняткових дітей. 

### Моріц Трамер
У 1924 році австрійсько-швейцарський психіатр Моріц Трамер опублікував статтю «Einseitig Talentierte und Begabte Schwachsinnige» (Особливо талановиті та обдаровані розумово неповноцінні). У ньому описувалися ідіоти-вчені. Пізніше Лео Каннер заявив, що робота Трамера з аутизмом є попередником його власного.  

## Піонерські дослідження та геноцид (1925–1945)

### Груня Сухарева
Радянський дитячий психіатр Груня Сухарева першою дала вичерпне визначення того, що зараз вважається аутизмом. Вона народилася в Києві в єврейській родині  і між 1917 і 1921 роками працювала в психіатричній лікарні в Києві. У 1921 році вона заснувала школу для дітей з психологічними проблемами при дитячому психоневрологічному відділенні в Москві  і деякий час працювала там. Керував нею Михайло Гуревич, який раніше працював під керівництвом Еміля Крепеліна. 
У 1925 році вона опублікувала новаторську статтю, яка містила шість прикладів і детальний опис шизоїдного розладу особистості у дітей під назвою «Шизоїдні психопатії в дитячому віці».  Ця стаття були опублікована німецькою мовою в 1926 році під назвою «Шизоїдні психопатії в дитинстві» («Die schizoiden Psychopathien im Kindesalter»).  Її визначення добре узгоджується з визначенням РАС у DSM-5.  
Вона підсумувала цю умову як складену з п’яти факторів:
1. Своєрідний тип мислення, зі схильністю до абстрактного та схематичного. Це часто поєднується зі схильністю міркувати та брати участь у абсурдних міркуваннях. Через останнє їх часто сприймають як ексцентричних.
2. Аутичне ставлення. Усі діти цієї групи залишалися осторонь свого оточення, важко пристосовувалися до оточення і ніколи повністю в нього не інтегрувалися. Випадки 1, 2 і 3 відразу стають об'єктом загальних насмішок серед інших дітей після вступу до школи. Випадки 4 і 5 не мали авторитету серед своїх однокласників і отримали прізвисько «балакучі машини», хоча їхній загальний рівень ставив їх значно вище за інших дітей. Випадок 6 навіть уникав компанії дітей, що травмувало його. У всіх цих дітей з раннього дитинства спостерігається схильність до самотності та страх перед людьми; вони тримаються окремо від інших, уникають спільних ігор, віддають перевагу фантастичним оповіданням і казкам.
3. В області тимопсихіки деяка сплощеність і поверховість відчуттів (випадки 2, 3, 5). Це часто поєднується з тим, що Кречмер описав як естетичну особистість.
4. Особливості:
  1. схильність до автоматизму (випадки 1, 2, 3, 4 і 6), що виражається в утриманні розпочатої роботи. Їх ригідна психіка важко адаптується до нового.
  2. імпульсивні абсурдні дії (випадки 1, 2, 3),
  3. дурна поведінка, схильність до римування та створення нових стереотипних слів (випадки 1, 2, 3, 5).
  4. схильність до нав'язливих станів (випадки 1, 2, 3, 4)
  5. підвищена сугестивність (випадки 1, 3 і 6).
5. Спостерігалася виражена рухова недостатність: загальна незграбність, незграбність рухів, багато зайвих рухів, синкінезії (випадки 1, 2, 3 і 4). Неадекватність міміки і експресивних рухів (випадки 1, 4 і 5), млява постава (випадки 2, 4, 6), мовні особливості, недостатньо модульоване мовлення (випадки 1, 2, 3).

Сухарєва дійшла висновку, що «існує група розладів особистості, клінічна картина яких схожа з шизофренією, але за своїм патогенезом суттєво відрізняється від шизофренії».  Розмірковуючи про етіологію захворювання, вона пояснила це «вродженою недостатністю тих систем, які також уражені при шизофренії».
У 1927 році вона опублікувала статтю Die Besonderheiten der schizoiden Psychopathien bei den Mädchen (Особливості шизоїдних психопатій у дівчат), яка зосереджувалася на дівчатах із цим захворюванням.  Вона виявила, що існує п'ять основних гендерних відмінностей. (Перекладач із Нової Зеландії Шарлотта Сіммондс переклала цю статтю англійською мовою у 2020 році).  
У 1930 р. Сухарєва опублікувала працю «К проблеме структуры и динамики детских конституциональных психопатий (шизоидные формы)»  (укр. До проблеми структури і динаміки дитячої конституціональної психопатії (шизоїдної форми)). Її переклали англійською мовою Вільям Нью та Христо Кючуков у 2022 році.  У цій статті вона зазначає наявність психомоторних розладів, розладу афектів та емоційних реакцій, а також проблеми з асоціативною роботою та мисленням. 
Між 1932 і 1936 роками Сухарєва опублікувала кілька статей про дитячу шизофренію. В одному вона зазначає, що ці діти ще з раннього дитинства виявляли «непристосованість до життя в колективі, певний аутизм і ненадійність». 
У 1939 році Сухарєва видала тритомову збірку «Клинические лекции по психиатрии детского возраста»  (укр. Клінічні лекції з дитячої психіатрії). Другий том включав її висновки про шизоїдних/шизофренічних дітей. Нові видання вийшли в 1959 і 1965 роках.
У той час як твори Сухарєвої читали та посилалися на них, такі американські дослідники дитячої психології, як Луїза Десперт, Чарльз Бредлі, Лео Каннер  у 1930-х та 40-х роках, її робота згодом була майже невідома в англосфері та Західній Європі.  
Сухарєва стане відомою на Заході набагато пізніше. У вересні 1996 року британський дитячий психіатр Сула Вольф опублікувала свій переклад статті Груні Сухарєвої 1925 року , розпочавши процес підвищення обізнаності про роботу Сухарєвої на Заході.

### Дія Т4
Німецький вислів «життя, негідне життя» вперше з’явився друком у книзі 1920 року «Die Freigabe der Vernichtung Lebensunwerten Lebens» («Дозволити знищення життя, негідного життя»). Її автори, німецький юрист Карл Біндінг і психіатр Альфред Хохе , вважали, що деякі живі люди з ушкодженнями мозку, інтелектуально відсталими та психіатрично хворими є «психічно мертвими», «людським баластом» і «порожніми оболонками людських істот». Вони вважали, що вбивати таких людей корисно.
Подібним чином євгенічне мислення було в той час популярно в Європі та Північній Америці. Еміль Крепелін  і Ойген Блейлер  вважали, що люди з важкими генетичними захворюваннями не повинні розмножуватися. Націонал - соціалістична німецька робітнича партія прийняла євгенічну думку і отримала владу в Німеччині в березні 1933 року. 
У липні 1933 року вони прийняли «Закон про запобігання спадково хворому потомству». Він приписував обов'язкову стерилізацію для людей із захворюваннями, які вважаються спадковими, такими як «імбецильність». Закон втілювався Міністерством внутрішніх справ під керівництвом Вільгельма Фріка через спеціальні суди спадкового здоров’я ( Erbgesundheitsgerichte ), які перевіряли ув’язнених притулків, спеціальних шкіл та інших закладів, щоб вибрати тих, хто підлягає стерилізації. За оцінками, 360 000 людей були стерилізовані згідно з цим законом між 1933 і 1939 роками. 
У серпні 1939 року німецьких медсестер попросили виявити маленьких дітей з вадами розумового розвитку.  З вересня цих дітей почали таємно засуджувати до страти. Цей вирок незабаром поширили на дітей старшого віку, дорослих і людей з багатьма іншими вадами. Ця політика смерті пізніше була відома як Aktion T4 . Спочатку жертв розстрілювали айнзатцгрупи та інші. У січні 1940 року їх почали відправляти до шести центрів убивства (Tötungsanstalt ), де вбивали за допомогою смертельної ін’єкції , а згодом – у газові камери. Також використовували газові фургони. 
Aktion T4 очолювали німці Філіп Булер (бюрократ) і Карл Брандт (лікар).
У серпні 1941 року громадський протест Німеччини проти цих напівтаємних вбивств призвів до офіційного завершення програми. Проте його цілі тихо переслідувалися до кінця Третього рейху в 1945 році.
З 1939 по 1945 рік від 275 000 до 300 000 людей було вбито в психіатричних лікарнях Німецького Рейху (те, що сьогодні є Німеччиною, Австрією, Чехією, Словаччиною та більшою частиною Польщі).  Невідомо, скільки з цих людей сьогодні вважаються аутистами.  
Після війни ряд злочинців були судимі та засуджені за вбивства та злочини проти людяності в тому, що стало відомо як судові процеси щодо евтаназії .

### Ганс Аспергер
Австрійський психіатр Ганс Аспергер народився у Відні в 1906 році.
У 1929 році німецький психіатр Еріх Рудольф Єнш (з Марбурзького університету ) опублікував свою книгу Grundformen menschlichen Seins (Основні форми людського існування).  Пізніше Аспергер скаже, що на його мислення про аутизм вплинуло пояснення шизотимії.
У травні 1931 року Аспергер приєднався до дитячої клініки Віденського університету, а наступного року приєднався до відділу лікувальної освіти.  У 1935 році Аспергер очолив кафедру. 
У квітні 1935 року Анні Вайс опублікувала статтю «Якісне тестування інтелекту як засіб діагностики при обстеженні психопатичних дітей», яка включає приклад хлопчика-аутиста.  У серпні того ж року єврей Вайс мігрував з Європи до Сполучених Штатів.  Вона продовжила працювати в лікарні Джона Гопкінса в Балтиморі. 
Уже в 1934 році Франкл опублікував статтю «Befehlen und Gehorchen»  («Наказуй і підкоряйся»), у якій визначено групу дітей з особливими мовними труднощами, яких деякі згодом вважали аутистами.  Як єврей, Франкл був у небезпеці через зростання нацистських настроїв у своїй країні. Тому він залишив Відень у 1937 році та емігрував до Сполучених Штатів у листопаді того ж року.  Він пішов працювати зі своїм другом Лео Каннером у лікарню Джона Гопкінса.  
Австрія увійшла до складу Німецького Рейху в березні 1938 року, однак не всі її закони були прийняті відразу.
Аспергер використав терміни аутичний психопат і аутизм у лекції 3 жовтня 1938 року, щоб описати модель, яку він бачив у своїх пацієнтів та в інших місцях. Лекція була опублікована пізніше того ж року під назвою Das Psychisch Abnormale Kind (Психічно ненормальна дитина). Лекція включала два приклади та аналіз, яка переконувала, переважно віденських слухачів і читачів, що люди, які є трохи дивними, також можуть бути дуже розумними, і що знання цього стане важливим, «коли в нашій країні набуде чинності «Закон про запобігання спадковим хворобам у потомстві».
Описуючи особливий тип психічно ненормальної дитини, Аспергер писав про труднощі, з якими стикаються багато дітей з аутизмом, включаючи «порушення стосунків, незграбність «чистої» моторики та погане практичне сприйняття дійсності». Він також говорив про наявність у аутистів обмежених інтересів.
У жовтні 1942 року Аспергер подав до Віденського університету дисертацію на тему аутизму, яка була опублікована з незначними змінами в червні 1944 року.  Ця стаття «Die «Autistischen Psychopathen» im Kindesalter» («Аутичні психопати» в дитинстві) включала чотири приклади та відповідний аналіз на 61 сторінці. (Пізніше він опублікував дещо перероблену версію у своєму підручнику Heilpädagogik (лікувальна освіта) 1952 року).
Аспергер визначив типову модель поведінки дітей-аутистів і докладно виклав свої спостереження. Він робить висновок, що «...індивідуальні особистості людей з аутизмом відрізняються одна від одної не лише ступенем контактного розладу, рівнем інтелектуальних і сильних сторін характеру, але також численними індивідуальними рисами, особливими способами реагування та особливими інтересами».
Аспергер також детально розповідає про те, що йому не вдалося знайти риси аутизму у молодих дівчат.
Віддзеркалюючи свої висновки 1938 року, він каже читачам у Рейху та за його межами, що «Ми переконані, що люди з аутизмом займають своє місце в організмі соціальної спільноти. Вони виконують свою роль добре, можливо, краще, ніж будь-хто інший, і ми говоримо про людей, які в дитинстві мали найбільші труднощі та завдавали невимовних турбот своїм опікунам».
Конкретні моделі, виявлені Аспергером, пізніше стали відомі як «синдром Аспергера», особливо ті, які відрізнялися від дітей, які пізніше описав Лео Каннер. Наразі ця назва синдрому вже не використовується, згідно з МКХ-11 застосовується термін РАС.
Аспергер служив націонал-соціалістичному режиму Німеччини на багатьох посадах. Кілька разів він публічно виступав за легітимність політики щодо расової гігієни, наприклад примусової стерилізації, а також брав участь у програмі «евтаназії» дітей.
Незважаючи на те, що багато важливих англійських дослідників аутизму вільно володіють німецькою мовою, а його робота висвітлюється в деяких англомовних роботах, концепція Аспергера про аутизм протягом тривалого часу була б майже невідомою ненімецькомовним психологам. Більш детальне висвітлення в англомовних роботах, таких як книга Герхарда Боша 1970 року, стаття Лорни Вінґ 1981 року та переклад дисертації Аспергера Утою Фріт у 1991 році  були важливими кроками в цьому.

### Лео Каннер
Лео Каннер народився в 1894 році в єврейській родині на території сучасної України, а тодішньої Австро-Угорської імперії . Він продовжив навчання та роботу в Берліні. Потім він іммігрував до Сполучених Штатів у 1924 році. 
У 1930 році перша дитяча психіатрична клініка в Сполучених Штатах була заснована в лікарні Джона Хопкінса , і Каннер був призначений керувати нею.  У 1933 році Каннер став доцентом кафедри психіатрії в Університеті Джона Гопкінса.
У травні 1933 року американський психіатр Говард Поттер (помічник директора Нью-Йоркського державного психіатричного інституту та лікарні ) опублікував статтю під назвою «Шизофренія у дітей».  Поттер визначив шість діагностичних критеріїв дитячої шизофренії, про які Каннер пізніше сказав, що вони є важливими для думок про аутизм:
1. Узагальнене відсторонення інтересів від оточення.
2. Дезорганізоване мислення, почуття та дії.
3. Порушення мислення, що проявляється блокуванням, символізацією, згущенням, персеверацією, незв’язністю та зменшенням, іноді до ступеня мутизму.
4. Дефект емоційного взаєморозуміння.
5. Ослаблення, ригідність і спотворення афекту.
6. Зміни поведінки або збільшенням моторики, що призводить до безперервної активності, або зменшенням моторики, реакцією на повну нерухомість або дивну поведінку з тенденцією до персеверації або стереотипії.

У 1934 році радянський психіатр Євгенія Гребельська-Альбац з Москви опублікувала статтю «Zur Klinik der Schizophrenie des frühen Kindesalters» (Про клініку ранньої дитячої шизофренії). Він розділив людей з дитячою «шизофренією» на дві групи: тих, хто має інтелект у межах норми, і тих, хто має інтелект нижче середнього. Пізніше Каннер скаже, що вона була однією з трьох людей, які виявили аутизм раніше за нього.
У 1935 році Лео Каннер опублікував перший американський підручник з дитячої психіатрії під назвою «Дитяча психіатрія». (Хоча багато джерел стверджують, що він опублікував першу англомовну книгу такого роду, сам Каннер приписує це Вільяму Айрланду).
У 1937 році швейцарський психіатр Якоб Лутц з Цюрихського університету опублікував невелику книгу з оглядом доступних матеріалів про дитячу шизофренію, включаючи роботи Сухарєвої, Поттера, Гребельської-Альбатц та інших.  Пізніше в 1937 році його було перевидано в журналі. Лутц відвідав кафедру Каннера в університеті Джонса Гопкінса на початку 1938 року.  Лутц також опублікував розділ на цю тему в книзі того року.  Пізніше Каннер визнав вплив Лутца на його творчість.
У червні 1938 року американський психіатр Луїза Десперт з Психіатричного інституту штату Нью-Йорк опублікувала статтю «Шизофренія у дітей». Він включав тематичні дослідження людей, які згодом були ідентифіковані як хворі на аутизм.  Стаття посилалася на двох дослідників, Сухарєву та Гребельську-Альбац. Було припущено, що ця стаття мала великий вплив на Каннера.  Пізніше Каннер також заявив, що робота Десперта з аутизмом є попередником його власного.
На той час двоє близьких колег Аспергера, психіатр (і друг Каннера) Джордж Франкл і психолог Анні Вайс, працювали в університеті Джона Хопкінса, втікши від нацистів.
Лео Каннер вперше відвідав дитину-аутиста Дональда Тріплетта 27 жовтня 1938 року.  Пізніше Каннер скаже, що це був перший раз, коли він побачив модель аутизму.
У квітні 1941 року Каннер представив статтю під назвою «Аутичні розлади афективного контакту» на конференції персоналу психіатричної клініки Генрі Фіппса в Балтіморі.  Це буде опубліковано в квітні 1943 року.  Його 34 сторінки включали приклади одинадцяти дітей та їхніх сімей, які мають певні спільні риси. Він не використовував термін аутизм як назву дитячого стану.
У статті він зауважує, що діти з дитячою шизофренією мають «поєднання крайнього аутизму, одержимості, стереотипії та ехолалії...», що значно відрізняється від інших людей з дитячою шизофренією. Він також зазначає, що ці діти часто відчувають «потужне бажання самотності та однаковості...» і «у віці від 6 до 8 років не граються з іншими дітьми, а натомість поруч з ними». Він додає, що «навички читання здобуваються швидко, але діти читають монотонно, а розповідь чи рухомий малюнок сприймаються не пов’язаними частинами, а не як ціла ціла...»
Крім того, «у всій групі небагато справді сердечних батьків і матерів. Здебільшого батьки, бабусі, дідусі та побратими — це особи, сильно зайняті абстракціями наукового, літературного чи художнього характеру та обмежені в справжньому інтересі до людей».
Майже всі характеристики, описані в цій статті, зокрема «аутична самотність» і «наполягання на однаковості», все ще вважаються типовими для розладу аутистичного спектру.  Це також, можливо, перший раз, коли фраза « особливий інтерес » використовується в пресі в її сучасному контексті, пов’язаному з аутизмом.
Термін «синдром Каннера» пізніше був введений для опису стану дітей, зокрема, щоб відрізнити їх від різних симптомів дітей Аспергера. Цей синдром також іноді називають класичним аутизмом.
Колега Каннера та Аспергера Джордж Франкл опублікував статтю «Мова та емоційний контакт»  у тому ж журналі, що й стаття Каннера 1943 року. У ній описуються різні проблеми мовлення дітей. Зокрема, він виділяє групу дітей з проблемами мовлення, які визначаються «відсутністю контакту з людьми», яку можна вважати групою аутистів. Точна роль Франкла в розвитку концепції аутизму не ясна.  
У вересні 1944 року Каннер опублікував статтю «Ранній дитячий аутизм», давши нову назву новому виявленому стану. Стаття має багато спільного з статтею Каннера 1943 року. Він включав лише два тематичні дослідження, але мав набагато більш детальний вступ.
Каннер написав ще дві статті про аутизм у 1940-х роках.

### Інші дослідження
У 1925 році Санте Де Санктіс опублікував ще одну статтю про "dementia praecocissima".
Німецький дитячий психіатр Август Хомбергер випустив книгу Vorlesungen über Psychopathologie des Kindesalters (Лекції з дитячої психопатології) у 1926 році, яка включала розділ під назвою «Шизофренія» (Die Schizophrenie).  Пізніше Чарльз Бредлі багато цитуватиме його.
Російсько-французький психіатр Ежен Мінковський у 1926 році представив дисертацію «La notion de perte de contact avec la réalité et ses applications en psychopathologie» (Поняття втрати контакту з реальністю та його застосування в психопатології). Він вважав, що аутизм — це втрата пацієнтом контакту з реальністю, і це був основний компонент «шизофренії».  Він вважав, що аутизм буває двох типів: «багатий» (сповнений фантазії/психозу) і «бідний» (з невеликою кількістю думок і почуттів). Всупереч Блюеру, він вважав, що переважна більшість випадків аутизму належала до «бідного» типу.
У 1932 році Р. Ніденталь опублікував статтю «Шизофренія в дитячому віці», присвячену визначенню симптомів дитячої шизофренії.
У 1934 році Моріц Трамер опублікував статтю «Elective Mutismus bei Kindern» («Елективний мутизм у дітей»), ввівши термін «елективний мутизм».
У цей період термін аутизм став використовуватися досить широко з різноманітними пов’язаними значеннями.
У 1936 році швейцарський психолог Жан Піаже вперше опублікував інформацію про центрування – здатність зосереджуватися лише на одному важливому аспекті ситуації.
У грудні 1937 року британський психіатр Мілдред Крік з лікарні Модслі представила статтю під назвою «Психози у дітей». Одна частина виявила групу з п’яти дітей, які сьогодні можуть вважатися аутистами. Стаття була опублікована в березні 1938 року.
У 1939 і 1940 роках голландський психіатр Альфонс Хор з Педологічного інституту Неймегена опублікував пару статей, в яких описував дітей- аутистів і шизоїдів , яких сьогодні вважають аутистами. Наприкінці 1938 або на початку 1939 року Інститут створив категорію для дітей-студентів під назвою «аутисти», що представляє тих, хто був особливо егоцентричним.  (Роботу інституту з аутистами пізніше розповість старша сестра та психолог Айда Фрай під час своєї докторської дисертації в 1968 році).

У листопаді 1940 року чоловік і дружина психіатри американка Лауретта Бендер і австрійський американець Пол Шілдер з Нью-Йоркського університету і лікарні Белв'ю опублікували статтю «Імпульсії: специфічний розлад поведінки дітей».  У цьому документі детально описуються діти з тим, що раніше вважалося мономанією, а пізніше « особливими інтересами»:
Вивчивши явні розлади (випадки 3 і 4), ми зрозуміли, що подібна поведінка у дітей аж ніяк не рідкість. Ми бачили дітей, які були заклопотані малюнками сексуального змісту, інші були заклопотані малюванням тварин. Вони насолоджувалися своєю діяльністю та інтересами, хоча час від часу вони усвідомлювали, що безпорадні їм перешкодити. Основні труднощі виникали в тому, що їх поведінка призводила до конфлікту з оточенням. Побіжно ці занепокоєння можна назвати одержимістю та примусом. Але діти вважали, що їм цікаве і захоплююче заняття, і шкодували лише про нерозуміння дорослих. Ми пропонуємо термін «імпульси» для цих занять і діяльності. Вони не являють собою просто минущий або швидкоплинний імпульс, який раптово проривається крізь захист і страхи на поверхні; це заняття та дії, які перебувають на передньому плані досвіду людини протягом тижнів, місяців або навіть років. Імпульси не є одержимістю в строгому значенні. У них є щось спільне з тенденціями нав'язливого характеру. 
Американський психіатр Чарльз Бредлі з дому Емми Пендлтон Бредлі  опублікував книгу «Шизофренія в дитинстві»  у березні 1941 року, в якій дуже детально описано те, що сьогодні вважається дитячим аутизмом.  Він цитував десятки інших ранніх дослідників цієї теми, переважно Лутца, Сухарєву, Поттера та Хомбергера.
У 1942 році Лауретта Бендер описала стан дитячої шизофренії як «певний синдром», «патологію на кожному рівні та в кожній сфері інтеграції в межах функціонування центральної нервової системи».

### Американська академія корекції мовлення
Американська академія корекції мовлення (AASC) була заснована в 1925 році, об’єднуючи людей, які працюють над вирішенням серйозних комунікаційних проблем, які мали деякі люди. Це включало деяких аутистів. Пізніше спеціалісти з корекції мовлення стали відомі як « логопеди » та «дефектологи», серед інших термінів. У 1978 році AASC змінила назву на Американську асоціацію мовлення, мовлення та слуху (ASHA). У 2022 році Центри контролю та профілактики захворювань США (CDC) зазначили, що «найпоширенішою розвиваючою терапією для людей з РАС є мовна та мовна терапія».
Пізніше подібні організації були сформовані в інших частинах світу, зокрема Британський коледж логопедів (нині Королівський коледж логопедів і мовних терапевтів ) у 1945 році, Австралійський коледж логопедів (нині відділ логопедів Австралії ) у 1949 році та Канадський логопедичний та аудіологічний інститут (SAC).

### Синдром тендітного X
У липні 1943 року британський невролог Джеймс Мартін і генетик Джулія Белл описали родовід Х-зчепленої інтелектуальної недостатності.  Пізніше це буде названо синдромом тендітного X , і зараз вважається однією з генетичних причин аутизму.

## Підвищення обізнаності (1946–1967)
Починаючи з початку 1950-х років, усвідомлення «аутизму» як окремого захворювання почало поширюватися серед психіатрів і ширшої культури Сполучених Штатів,  перш ніж поширитися в Європі та інших країнах. Батьки дітей-аутистів почали об’єднуватися навколо цього стану та захищати своїх дітей та себе.

### МКБ-6
7 квітня 1948 року новостворена Організація Об’єднаних Націй заснувала Всесвітню організацію охорони здоров’я (ВООЗ). Одним із перших завдань було створення глобального стандартного переліку всіх станів здоров’я, який було затверджено на міжнародній конференції наприкінці квітня. ВООЗ прийняла та значно розширила попередній список смертельних станів, ILCD-5. Перша Міжнародна класифікація хвороб (МКХ-6) незабаром стала широко використовуватися в Європі та інших країнах.
Він включав «первинні дитячі розлади поведінки» (324), які використовувалися для класифікації всіх дітей з тим, що вважалося невпорядкованою поведінкою. Був також стан «специфічних дефектів навчання» (326,0). Одним із його «розладів характеру, поведінки та інтелекту» була «патологічна особистість» «шизоїдної особистості» (320.0). Додатково були представлені різні категорії шизофренії (300), але не спеціально «дитяча» шизофренія.  (пізніше в DSM-II буде чітко зазначено, що його концепція дитячої шизофренії не має еквівалента в МКБ).
МКБ суттєво не змінила своє уявлення про стани, пов’язані з аутизмом, до МКБ-9 у 1978 році.

### Теорія матері холодильника
Теорія матері-холодильника з’явилася в 1949 році як прийняте пояснення аутизму. Гіпотеза була заснована на ідеї Лео Каннера про те, що аутична поведінка виникає через емоційну фригідність, відсутність тепла та холодну, відсторонену, неприйнятну поведінку матері дитини.  Батьки дітей з РАС відчували звинувачення, провину та невпевненість у собі, особливо тому, що ця теорія була прийнята медичним істеблішментом і залишалася практично безперечною до середини 1960-х років. Сам Каннер зрештою відкинув цю теорію.
Стаття та монографія британського психіатра Джона Боулбі 1951 року про материнську депривацію  книга австро-американського психолога Бруно Беттельхайма 1967 року «Порожня фортеця»  підкріпили цю концепцію.
Австрійсько-британський психолог Анна Фрейд і британський психолог Софі Данн опублікували в 1951 році статтю, в якій було встановлено, що екстремальні умови позбавлення прихильності в нацистських концтаборах не спричиняли аутистичної патології у дітей. Пізніше це було використано як аргумент проти теорії матері-холодильника.

### Ліга емоційно неблагополучних дітей
Ліга емоційно хворих дітей була заснована в Нью-Йорку в 1950 році 20 батьками емоційно хворих дітей  , в тому числі лікарем і дослідником Жаком Меєм. Група заснувала Школу Ліги у Брукліні в 1953 році. Зарахування було обмежене дітьми з діагнозом «дитяча шизофренія».  Школа допомогла запровадити новий метод навчання під керівництвом учителя Карла Феніхеля та допомоги психіатрів Альфреда Фрідмана та Зельди Клаппер.  У 1955 році вона змінила свою назву на Національну організацію психічно хворих дітей.  Лео Каннер зазначив у 1956 році, що організація спонсорувала дослідження, які «намагалися виявити метаболічні та електрофізіологічні аномалії» у дітей-аутистів. У 1966 році Феніхель заснував Бостонську школу Ліги. 

### DSM-I
Перше видання Діагностичного та статистичного посібника з психічних розладів (DSM) Американської психіатричної асоціації було випущено в 1952 році. DSM було створено, щоб дати чітке визначення кожному психічному розладу Америки. Дві умови, визначені ним, включали посилання на розуміння Блейлера «аутизму» — симптому замкнутості. Кожен був названий переважно з використанням інших термінів Блейлера та визначений абзацом.
Одним з них була «Шизофренічна реакція, дитячий тип» (000-x28), яка використовується у випадках «психотичних реакцій», у тому числі тих, що проявляються переважно аутизмом. Цей діагноз використовувався у випадках, коли були інтелектуальні порушення, повторювана поведінка або відхід від реальності. Інша — «Шизоїдна особистість» (000-x42), яка характеризувалася уникненням близьких стосунків з оточуючими, нездатністю виражати звичайні агресивні почуття, аутистичне мислення.

### Роботи Каннера та Айзенберга 1956-57 рр
У лютому 1956 року американський психіатр Леон Айзенберг опублікував статтю «Дитина з аутизмом у підлітковому віці», в якій порівнював дитинство та підлітковий вік 63 аутистів. Він виявив, що майже одна третина досягла принаймні помірної соціальної адаптації за цей період, переважно тих, хто володів «значущою мовою» до 5 років. Він також виявив, що «фундаментальною ознакою [аутизму] є порушення соціального сприйняття».
У липні того ж року Каннер і його колега-дослідник Джона Хопкінса Айзенберг опублікували статтю «Ранній дитячий аутизм, 1943-1955». Надаючи найкоротше опубліковане визначення стану Каннера, у статті йдеться:
У світлі досвіду десятикратного збільшення клінічного матеріалу ми тепер виділимо ці дві патогномонічні ознаки, обидві з яких повинні бути присутніми: крайня самоізоляція та нав’язливе наполягання на збереженні однаковості, ознаки, які можна розглядати як первинні, використовуючи цей термін, як це зробив Блейлер для групування симптомів шизофренії. Перемінності мовного розвитку, часто найяскравіші та найскладніші з представлених явищ, можна розглядати як похідні основного порушення людських стосунків. 
Підтримуючи гіпотезу матері-холодильника, у статті зазначається: «Емоційна фригідність у типовій аутичній сім’ї свідчить про динамічний емпіричний фактор у генезі розладу у дитини».
У 1957 році Каннер випустив третє видання свого підручника «Дитяча психіатрія». Воно включало великий розділ про «ранній дитячий аутизм», який він відніс до категорії шизофренії. Стосовно лікування дитячої шизофренії в цілому він писав: «Якщо це можливо, часті сеанси з психіатром можуть підвищити здатність дитини будувати стосунки та відучити її від спокуси шизофренічної абстракції».
Каннер опублікував ряд інших робіт про аутизм у 1950-х і 60-х роках.

### Визначення дев'яти пунктів Мілдред Крік
До 1961 року дітей-аутистів у Великій Британії часто поміщали в інституції з раннього віку. Поганий контроль захворювань у цих установах часто призводив до швидкої смерті. У цей час британський уряд намагався з’ясувати, скільки саме психотичних дітей було у Великобританії. Вони доручили Мілдред Крік з лікарні Грейт-Ормонд-стріт очолити групу для визначення симптомів дитячого психозу/шизофренії, і група завершила свою роботу того ж року. Вони придумали визначення з дев’яти пунктів, яке незабаром стало широко використовуватися в цій країні  і з часом сформує визначення стану, яке використовується в більшості країн світу через МКБ.  
Дев'ять пунктів були більш детальними, ніж аналогічне визначення Сухарєвої. Їм не вистачало згадки в попередньому визначенні ОКР і незграбності, і додано включення тривоги. Основна відмінність виявилася в дев’ятому пункті Крика: « Тло серйозної відсталості, на якому можуть з’явитися острівці нормальних, майже нормальних або виняткових інтелектуальних функцій чи навичок».
З появою нового визначення аутизм почав розглядатися як відсутність фантазії, а не її надлишок.

### У Великобританії
Британська вчителька Сібіл Елгар відкрила школу для дітей-аутистів у підвалі свого будинку в Лондоні в 1962 році.  Пізніше того ж року Елгар, Лорна Вінг та інші заснували Британське товариство для дітей-аутистів . (У 1982 році воно стало відомим як Національне товариство аутистів)
У 1963 році Товариство запропонувало «фрагмент пазла» як символ аутизму, оскільки він відображав їхній погляд на аутизм як на «загадковий стан».
У 1965 році група створила Суспільну школу для дітей-аутистів, яку пізніше назвали на честь Сібіл Елгар. Станом на 2023 рік товариство управляє сімома школами по всій Англії.
Представницька організація Scottish Autism почалася в 1968 році і продовжує свою діяльність незалежно сьогодні.  (У 1991 році з’явиться Північна Ірландія з аутизмом). 

### У США
Австрійсько-американський психолог Бруно Беттельхайм із Чиказького університету опублікував у 1959 році в Scientific American статтю «Джої, механічний хлопчик» про 9-річного хлопчика з аутизмом.  Це підвищило обізнаність громадськості про стан у Сполучених Штатах.
Книга угорсько-американського психіатра Томаса Шаса «Міф про психічну хворобу » була опублікована в 1961 році. У ній була висунута ідея про те, що хоча «психічної хвороби» не існувало, деякі люди мали «проблеми в житті», викликані життєвими ситуаціями. У 1961 році також була видана історія французького психолога Мішеля Фуко « Божевілля і цивілізація» . Обидва підживлювали антипсихіатричний рух.
Розмарі Кеннеді , сестра президента США Джона Кеннеді , була хвора на аутизм. Її сестра Юніс Кеннеді Шрайвер повідомила про це громадськості через статтю в New York Post у вересні 1962 року.  Лікування Розмарі за допомогою операції на мозку сильно вплинуло на неї.
Закон США про психічне здоров’я (CMHA) 1963 року спонукав до закриття більшості інтернатних закладів країни для психічно хворих. Мета полягала в тому, щоб якомога більше людей могли вільно жити вдома без повного професійного нагляду, але могли б отримати підтримку від громадських центрів психічного здоров’я. Запровадження Medicaid у 1965 році збільшило темпи закриття закладів.
У 1963 році Рада у справах виняткових дітей заснувала Асоціацію дітей з вадами навчання (тепер Відділ з питань аутизму та порушень розвитку).  У 1966 році Асоціація заснувала журнал «Освіта та навчання розумово відсталих». (У 2010 році публікація стала відомою як «Освіта та навчання в аутизмі та порушеннях розвитку»).  
У 1964 році Бернард Рімленд опублікував книгу «Дитячий аутизм: синдром і його наслідки для нейронної теорії поведінки»  , яка спростовувала теорію холодильника. Натомість Рімленд припустив, що аутизм був результатом біохімічних дефектів, «спровокованих впливом навколишнього середовища». Він містив передмову Лео Каннера. Книга поставила під сумнів уявлення медиків про аутизм.  Повідомлення Рімленда викликало відгук у батьків, які хотіли поділитися з ним своїми історіями та попросити поради. (Книга також містить посилання на «Синдром Аспергера»).
У 1964 році Філіп К. Дік опублікував науково-фантастичну книгу «Марсіанське ковзання часу» , в якій розповідається про хлопчика-аутиста з особливими здібностями.
У лютому 1965 року американське телебачення показало епізод серіалу Directions під назвою «Конал», історію хлопчика з аутизмом, розказану його родиною.
У травні того ж року журнал Life опублікував статтю про роботу, проведену американським норвезьким біхевіористом-психологом Іваром Ловаасом у проекті молодого аутизму UCLA . «Крики, ляпаси і кохання» показали, як дорослі, які працюють з дітьми-аутистами, б’ють їх у рамках тренінгу. 
І цей телевізійний епізод, і журнальна стаття привели до подальшого усвідомлення ситуації в Сполучених Штатах.  Пізніше в 1965 році ця нова обізнаність об’єдналася, коли Рімленд, Ловаас, медсестра Рут С. Салліван та інші заснували Національне товариство дітей-аутистів (NSAC). Лео Каннер і Карл Феніхель незабаром приєдналися до професійної консультативної ради. 
Беттельхайм заперечив твердження Рімленда про причини аутизму в своїй книзі 1967 року « Порожня фортеця: дитячий аутизм і народження особистості».  Це значно популяризувало теорію холодильника. Згодом Беттельхейм кілька разів з'являвся на Шоу Діка Каветта в 70-х, щоб обговорити теорії аутизму та психоаналізу.  (З тих пір теорія холодильника була спростована в науковій літературі, включаючи систематичний огляд 2015 року, який не показав абсолютно ніякого зв’язку між взаємодією опікунів і мовними результатами у пацієнтів з РАС).
Іншою видатною книгою 1967 року була «Облога: перші вісім років дитини з аутизмом»  американської вчительки Клари Клейборн Парк . У ньому розповідається про доньку Клари та спроби Клари допомогти їй. (Оновлена версія була випущена в 1982 році).
Бернард Рімленд залишив свою центральну роль у NSAC у 1967 році, заснувавши Інститут дослідження аутизму . Однак він залишився прикріпленим до NSAC.

### Нещодавно визначені поширені супутні захворювання
Те, що сьогодні вважається розладом обробки слуху (APD), було вперше науково описано американським хірургом-оториноларингологом Семюелем Джозефом Копецкі в 1948 році.  За його роботою в 1954 році вийшли важливі статті британського хірурга-оториноларинголога П. Ф. Кінга  та американського психолога Гельмера Рудольфа Міклебаста.  Деякі вважають, що АПД є «однією з основних характерних ознак РАС»   або що він часто є супутнім захворюванням.  
Порушення сенсорної обробки — це стан, при якому мультисенсорна інформація не обробляється належним чином, щоб забезпечити належну відповідь на вимоги середовища. Концепція була розроблена американським ерготерапевтом Анною Джин Ейрес у 1960-х роках. Розлад продовжує визнаватися деякими основними органами професійної терапії . Дослідження, проведені Інститутом STAR, свідчать про те, що щонайменше три чверті дітей-аутистів мають значні симптоми захворювання.
Американський психіатр Пітер Сіфнеос  визначив, що деякі люди без уражень головного мозку зазнали емоційної агнозії в 1967 році, вони не могли розпізнати емоції, виражені іншими.
Гіперлексія – це коли дитина вміє читати в ранньому віці. Це може бути симптомом аутизму, особливо коли їхні здібності до читання набагато кращі, ніж до розмовної. Термін був введений подружжям американських психологів Норманом Е. Сілбербергом і Маргарет Сілберберг і вперше опублікований у вересні 1967 року.
Гіперкінетична реакція дитинства була нещодавно включена в DSM-II у 1968 році. Пізніше цей стан став відомий як синдром дефіциту уваги та гіперактивності (СДУГ). Його симптоми вперше описав німецький лікар Мельхіор Адам Вейкард у 1775 році. Концепція дитячої гіперактивності або гіперкінетичної поведінки утвердилася в Сполучених Штатах у 1930-х роках. Близько 50-70% людей з РАС також мають СДУГ.
Термін алекситимія був концептуалізований Пітером Сіфнеосом та його колегою, американським психіатром Джоном Кейсом Немією в 1973 році.  Це стосується людей, які мають труднощі з розумінням емоцій, які відчувають вони або інші.  Це часто зустрічається у людей з аутизмом, але не завжди так.  На початку 2000-х було виявлено, що близько половини аутистів мають принаймні деякі ознаки алекситимії.
У 1970-х роках Анна Джин Айрес розробила теорію сенсорної інтеграції , яка передбачає, що сенсорна обробка пов’язана з емоційною регуляцією , навчанням, поведінкою та участю в повсякденному житті.  Сенсорна інтеграція — це процес організації відчуттів від тіла та від подразників навколишнього середовища.
У поєднанні зі своєю теорією Айрес розробила терапію сенсорної інтеграції (SIT), щоб допомогти дітям із проблемами сенсорної обробки. Американський CDC зазначає, що ця терапія використовується з людьми з аутизмом, щоб «допомогти покращити реакцію на сенсорний вхід, який може бути обмежувальним або переважним».

### Інші наукові та лікувальні внески
Дірк ван Кревелен опублікував статтю «Een geval van 'early infantil autism'» (випадок раннього дитячого аутизму) у 1952 році.  Це була перша європейська стаття про «ранній дитячий аутизм». У ньому ван Кревелен зазначає, що хоча цей стан добре відомий дитячим психіатрам Сполучених Штатів, він практично невідомий у Європі.
У 1952 році британський психіатр Рональд Фейрберн опублікував статтю «Шизоїдні фактори в особистості» як частину книги. (Перша його форма була прочитана як лекція в листопаді 1940 року). Він включав переконання Фейрберна, що шизоїдний тип визначається «(1) ставленням до всемогутності, (2) ставленням до ізоляції та відстороненості та (3) заклопотаністю внутрішньою реальністю», причому остання є, безумовно, найважливішою. Фейрберн вважав, що люди стають шизоїдами, тому що вони не змогли отримати батьківської любові, якої прагнули, коли були маленькими дітьми. Він також бачив еквівалентність між «шизоїдом» і «інтровертом».
У 1962 році було опубліковано ряд відомих наукових публікацій про аутизм: у січні Чарльз Ферстер і американський психіатр Маріан ДеМаєр опублікували статтю «Метод експериментального аналізу поведінки дітей-аутистів».  Можливо, це була перша робота, яка показала, як біхевіоризм можна використовувати для навчання студентів-аутистів. Також у січні Дірк ван Кревелен і Крістін Куйперс опублікували статтю англійською мовою про роботу Аспергера «Психопатологія аутичної психопатії».
Також у 1962 році німецький психіатр Герхард Бош опублікував книгу Der Frühkindliche Autismus: Eine Klinische und Phänomenologisch-Anthropologische Untersuchung am Leitfaden der Sprache (Ранній дитячий аутизм: клінічне та феноменологічно-антропологічне дослідження з використанням мови як керівництва). Серед іншого, він коротко порівняв роботу Аспергера та Каннера та припустив, що обидва описали варіанти того самого стану.  У 1965 році Каннер сказав, що прочитав цю книгу.  Бруно Беттлехайм значною мірою цитував це у своїй пізнішій роботі.
Американський соціальний працівник, викладач і драматург Віола Сполін випустила книгу «Імпровізація для театру»  у 1963 році, засновану на її десятиліттях досвіду навчання людей, як ефективніше спілкуватися один з одним. Книга містила серію вправ, щоб навчити людей розуміти думки інших людей про їх спільну ситуацію та як ефективно на них реагувати. Це поклало початок набору практик театральних ігор , які є важливою частиною драматичної терапії . (Друге видання вийшло в 1983 році, а третє - в 1999 році).
Британський психіатр Джон К. Вінг відредагував перше видання Early Childhood Autism; Клінічні, освітні та соціальні аспекти у 1966 році, який включав розділи як з Івара Ловааса, так і з Лорни Вінг. Пізніші видання міститимуть інші розділи.
Американський психолог Роберт Заслоу розробив «Z-процес» у 1960-х роках, вперше публічно представивши його в 1967 році.  Цей процес намагався викликати більшу емоційну прихильність у дітей-аутистів, викликаючи у них гнів, утримуючи проти їхньої волі. Він вважав, що це призведе до збою в їхніх захисних механізмах , що зробить їх більш сприйнятливими до інших. Процес був продемонстрований у фільмі 1969 року «Зміна звички» , де Елвіс Преслі використав його для успішного лікування молодої дівчини-аутиста.  Використання процесу на дорослій людині призвело до того, що Заслоу втратив ліцензію на практику психолога в Каліфорнії в 1971 році. Зазлов написав про свою роботу в книзі 1975 року.  Цей напрямок мислення став відомий як терапія прихильності.

### Створення нових організацій
Окрім нових наукових і культурних подій, у 1960-х роках у розвинених країнах також були створені нові групи підтримки аутистів, переважно батьками дітей-аутистів:
- Перша французька національна організація аутизму, ASITP (Association au service des inadaptés présentant des troubles de la personnalité), була заснована в Парижі в 1963 році. (З 1990 року вона відома як Sésame Autisme  [ FR ] (FFSA)).[215]
- Кфар-Тіква була створена в Ізраїлі як село для людей з "когнітивними, розвитковими та емоційними вадами" в 1964 році.[216]  Це включає людей з аутизмом.[217]  (Схожа громада Кішорит відкрилася в 1997 році)
- У 1964–1967 роках австралійські люди з аутизмом та їхні батьки заснували те, що зараз називається Autism SA (1964)[218],  Асоціацію дітей з аутизмом Нового Південного Уельсу (тепер Aspect, 1966)[219],  Асоціацію дітей і дорослих з аутизмом Вікторії (тепер Amaze, 1967)[220],  Асоціацію дітей з аутизмом Квінсленда (нині Autism Queensland, 1967),  і те, що зараз є Асоціацією аутизму Західної Австралії (1967).  Ці організації продовжують діяти й сьогодні. (Пізніше буде засновано Autism Tasmania (1992)  і Autism NT (2002)).[221] [222]Про аутизм почали згадувати в австралійських журналах і телепрограмах наприкінці 1960-х років.[223]
- У Бразилії Comunidade Terapêutica Leo Kanner (Терапевтична спільнота Лео Каннера) була заснована в Порту-Алегрі в 1965 році.[224]
- 40 батьків дітей-аутистів зустрілися в Токіо в грудні 1966 року. У лютому 1967 року вони разом з іншими заснували Асоціацію батьків дітей-аутистів.[225]  Національний орган було створено в 1968 році.[226] Згодом це стане Товариством аутизму Японії  [ JP ] (日本自閉症協会).

## Докази зростають (1968–1977)
У цей період вчені знаходили все більше доказів того, що аутизм був окремим станом, а також знайшли деякі фактори, які призвели до нього. Перший науковий журнал, присвячений аутизму, заснував Лео Каннер. У Сполучених Штатах нові закони надають нові права людям, які раніше не проходили навчання та інші державні програми. Також у цій країні біхевіоризм починає застосовуватися до навчання дітей-аутистів.

### DSM-II
У DSM-II , опублікованому в 1968 році, поняття аутизму використовувалося для опису симптомів трьох різних станів: дитячої шизофренії (295.8), реакції дитинства відсторонення (308.1) і шизоїдної особистості (301.2). Порівняно з DSM-I, опис дитячої шизофренії був більш детальним.

### Прикладний аналіз поведінки та відповідні методи
Працюючи асистентом професора психології в Університеті Індіани з 1957 по 1962 рік, Чарльз Ферстер використовував безпомилкове навчання , щоб навчати маленьких дітей-аутистів говорити. Це був ранній приклад того, що пізніше буде відомо як прикладний аналіз поведінки . З кінця 1950-х років Ферстер та інші використовували нову науку біхевіоризму для навчання людей з аутизмом та інших психічних захворювань. Це спонукало дослідників з Університету Канзасу розпочати «Журнал прикладного аналізу поведінки» північної весни 1968 року, заснувавши концепцію прикладного аналізу поведінки (ABA).
Коротке визначення поняття, яке вживається й сьогодні, було дано в першому номері журналу. Невдовзі ABA почали широко використовувати для дітей-аутистів у Сполучених Штатах та інших країнах. У США ABA став єдиним спеціальним методом навчання для аутизму, який зазвичай оплачували б страхові компанії, тому більшість викладачів-спеціалістів з аутизму пройшли підготовку та отримали кваліфікацію ABA. (Дві великі американські професійні асоціації пізніше будуть засновані для практиків ABA).
Інститут дослідження поведінки був заснований Метью Ізраїлем у Сполучених Штатах у 1971 році. Пізніше він стане відомим як Освітній центр судді Ротенберга. Шестеро мешканців центру померли від причин, яким можна було запобігти з моменту його відкриття. Різні установи звинуватили центр у неодноразових катуваннях людей з аутизмом від імені ABA. Метью Ізраїль винайшов градуйований електронний уповільнювач, щоб покарати жителів електричним струмом. Сюди входять удари, які в дев’ять разів сильніші за поштовх худоби.
Середньозахідна асоціація аналізу поведінки була заснована в Сполучених Штатах у 1974 р. Пізніше вона стала Міжнародною асоціацією аналізу поведінки (ABAI).
Дослідження 2018 року, проведене Хенні Купферстайн, показало суттєвий зв’язок між впливом АБА в ранньому дитинстві та посттравматичним стресовим розладом (ПТСР). «Майже половина (46 відсотків) респондентів, які піддавалися АБА, досягли діагностичного порогу для ПТСР...»

### Стаття Аспергера 1968 року
У квітні 1968 року Аспергер писав про схожість і відмінності між його і Каннером концепціями аутизму в статті «Zur Differentialdiagnose des kindlichen Autismus» (Про диференціальну діагностику дитячого аутизму), зазначивши:
Незважаючи на те, що обидва типи відрізняються своїм інтелектуальним та особистісним рівнем, існує дивовижна схожість у центральних рисах, а також у дрібних деталях; безсумнівно, саме це змусило обох авторів незалежно вибрати однакову назву для вираження природи розладу.
Підкреслюючи широке використання терміну аутизм , він також зазначив:
Так, нам здається, що для певних вищих наукових чи мистецьких досягнень конче необхідна крапка «аутизму»: певний відхід від конкретного, простого і практичного; звуження до специфічної, динамічної та дуже оригінальної спеціальної сфери, іноді до ексцентричності; звуження або ненормальність емоційних стосунків з іншими людьми.
Лео Каннер перепублікував копію своєї статті 1934 року в тому ж журналі. 

### Роботи Каннера в 1970-х роках
Журнал аутизму та дитячої шизофренії був заснований у січні 1971 року, редактором був Лео Каннер. Це був перший науковий журнал, присвячений аутизму. Для першого випуску Каннер написав статтю під назвою «Дитячий психоз: історичний огляд»  . Він визнає роботу ширшого кола людей, ніж Каннер раніше, але не роботу Аспергера чи Франкла; за словами Дірка ван Кревелена, Каннер і Аспергер не знали про роботу один одного.
Однак інша стаття в першому виданні порівнює синдром Каннера (ранній дитячий аутизм) із синдромом Аспергера (аутичний психоз).  Він також розрізняє дві умови через список із семи відмінностей.  Для другого видання Каннер простежив за одинадцятьма дітьми у своїй статті 1943 року та визначив, як вони виросли, але результати були непереконливими.
Каннер випустив четверте й останнє видання свого підручника «Дитяча психіатрія» в 1972 році.
Він відредагував книгу Childhood Psychosis: Initial Studies and New Insights у 1973 році та написав три її розділи. У ньому розглядалися 30-річні дослідження раннього дитячого аутизму та дитячої шизофренії. У ній він нарікав на те, що дітям із вадами розумового розвитку з декількома ознаками аутизму ставили діагноз «аутизм».
«Перший міжнародний колоквіум Лео Каннера про дитячий розвиток, відхилення та лікування» відбувся в жовтні 1973 року. Представлені статті були опубліковані як популярна академічна книга «Психопатологія та розвиток дитини: дослідження та лікування» у квітні 1976 року. Багато документів стосувалися аутизму. Його редагували Ерік Шоплер і американський психіатр Роберт Дж. Райхлер. Ерік Шоплер стане другим редактором Журналу аутизму та дитячої шизофренії в 1974 році, залишаючись на цій посаді до 1997 року.
Каннер написав додаткові статті про аутизм у 1970-х роках.

### Інші наукові внески
Починаючи з кінця 1960-х, «аутизм» почали розглядати як окремий синдром від «шизофренії», так само, як Блейлер відокремив шизофренію від деменції.
Масштабні дослідження британського психіатра Майкла Раттера в 1960-х роках дали статистично надійні докази існування синдрому «раннього дитячого аутизму».  Його найбільш цитована стаття того періоду була опублікована в жовтні 1968 року.
У 1970 році вийшов англійський переклад книги Ґерхарда Боша 1962 року «Дитячий аутизм: клінічне та феноменологічно-антропологічне дослідження, використовуючи мову як путівник».  Його переклали Дерек та Інге Джордан і містив вступ від Бруно Беттельхайма. Англомовне видання містило великий додаток про Аспергера і Каннера, якого немає в німецькому. Він використовував термін синдром Аспергера для опису симптомів пацієнтів з Аспергером.
Американський психіатр Стелла Чесс провела дослідження потенційного зв'язку між краснухою та аутизмом. У 1971 році вона виявила, що діти з синдромом вродженої краснухи розвивали аутизм у 200 разів частіше, ніж серед населення того часу. Вона доповнила це дослідженням 1977 року.
Південноафрикано-британський психіатр Ізраїль Колвін надав багато доказів того, що «ранній дитячий аутизм» був дуже відмінним станом від шизофренії, що розвивається пізніше, у двох дослідженнях, опублікованих у 1971 році.
У 1975 році американсько-британський психолог Дональд Мельтцер випустив свою книгу «Дослідження аутизму: психоаналітичне дослідження», в якій документується лікування дитячого аутизму згідно з думками Мелані Кляйн .
У книжці угорсько-американського психолога Міхалі Чиксентміхайі 1975 року «Поза межами нудьги та тривоги: переживання потоку в роботі та іграх»  було визначено нещодавно вигадану концепцію потоку . Деякі вважають, що ця концепція пояснює певні риси аутистів.   Його більш популярна книга на тему «Потік: Психологія оптимального досвіду» стала бестселером у 1990 році, значно розширивши знання цієї концепції.
Аспергер прочитав лекцію у Фрібурзі в 1977 році, переклад якої англійською під назвою «Проблеми дитячого аутизму» був опублікований в 1979 році.
У вересні 1977 року американський психіатр Сьюзен Фолштейн  і британський психіатр Майкл Раттер опублікували важливе дослідження близнюків, яке встановило генетичну основу аутизму.
У 1978 році була опублікована популярна наукова книга «Мова дітей-аутистів» , написана американським психіатром Доном В. Черчіллем.

### Інші програми лікування, пропаганда та книги
Програма аутизму Університету Північної Кароліни TEACCH була заснована німецько -американським психологом Еріком Шоплером у 1971 році, спираючись на роботу, розпочату Шоплером та його колегою в 1964 році. Вона визнає аутизм як стан, що триває протягом усього життя, і не має на меті вилікувати, а реагувати на аутизм як культуру.  Він використовує біхевіоризм у невеликій групі. Його методи перейняли багато практиків.
Британський дослідник Лорна Вінг з Інституту психіатрії в Лондоні опублікувала книгу «Діти з аутизмом – посібник для батьків» у 1971 році. Луїза Десперт підтримала книгу та надала передмови до неї.
У 1972 році американець німецького походження Вольф Вольфенсбергер випустив свою книгу «Нормалізація» . Він виступав за те, що суспільство повинно надавати можливості людям з обмеженими можливостями, щоб вони могли робити те, що можуть робити люди без таких обмежень.
Популярна книга «Дитина на ім'я Ной: сімейна подорож» була написана про хлопчика-аутиста Ноя Грінфілда його батьком, американським драматургом Джошем Грінфельдом , і була опублікована в 1972 році. Джош Грінфілд мав написати ще дві книги про Ноя, а брат Ноя напише ще одну.
У 1975 році канадський логопед Аяла Ханен Манолсон заснував Центр Ханена. Тут вона розробила нову програму для груп батьків, чиї діти мали значну затримку мовлення, відому як «Підхід Ханена». Раніше мовну патологію здебільшого лікували професійні патологоанатоми - такий підхід навчав батьків надавати дітям такі ж рекомендації. За десятиліття цей підхід розвинувся в такі програми, як More Than Words і Talkability.
У листопаді 1975 року дві британські організації, Союз людей із фізичними вадами проти сегрегації та Альянс інвалідів, провели дискусію щодо «фундаментальних принципів інвалідності». Опублікований підсумок цієї дискусії висунув нове визначення інвалідності. «На нашу думку, саме суспільство робить інвалідами людей з фізичними вадами. Інвалідність — це щось, що нав’язується поверх наших порушень, до речі, ми без потреби ізольовані та виключені з повноцінної участі в житті суспільства».  Це почуття згодом стало основою соціальної моделі інвалідності та було важливим у самопропаганді інвалідності.
Програма лікування аутизму в домашніх умовах Son-Rise була розроблена американською парою Баррі Кауфманом і Самарією Кауфманом на початку 1970-х років. Баррі опублікував книгу про метод у 1976 році ( Son-Rise ), стверджуючи, що він вилікував його сина від аутизму. Американський телефільм, заснований на книзі, Son-Rise: A Miracle of Love , вийшов на екрани в 1979 році. Він мав вплив у Бразилії та неодноразово транслювався там протягом 1980-х років. У 1990 році BBC у Великій Британії показало документальний фільм про лікування одного хлопчика за допомогою програми Son-Rise під назвою «I Want My Little Boy Back»  у рамках серії QED: Challenging Children . Оновлена та розширена книга Son-Rise, Son-Rise: The Miracle Continues була випущена в 1994 році.

### У США
У 1970 році NSAC розпочав постійну національну кампанію з підвищення обізнаності про аутизм. У 1972 році він започаткував перший Національний тиждень дітей-аутистів, який згодом перетворився на місяць поширення інформації про аутизм.
Закон про реабілітацію 1973 року зазначав: «Жодна інша кваліфікована особа з обмеженими можливостями в Сполучених Штатах не може піддаватися дискримінації виключно через свою інвалідність за будь-якою програмою чи діяльністю, яка отримує федеральну фінансову допомогу».
Відділ 33 Американської психологічної асоціації був створений у 1973 році, об’єднуючи американських психологів, які цікавляться «Розумовою відсталістю та порушеннями розвитку»,  включаючи аутизм. Станом на 2023 рік група охоплює «Розлади інтелектуального розвитку та розлади спектру аутизму» (IDD/ASD).
Закон про освіту для всіх дітей-інвалідів (EHA) був прийнятий у листопаді 1975 року після серії відповідних рішень Верховного суду. У 1970 році в школах США навчався лише кожна п'ята дитина з обмеженими можливостями. У багатьох штатах були закони, які виключали дітей з емоційними розладами та інтелектуально відсталими дітьми з державної освіти.  EHA гарантувала кожній дитині-інваліду безкоштовну та відповідну державну освіту. (Закон став Законом про освіту осіб з обмеженими можливостями (IDEA) у 1990 році).

### Створення нових організацій
- В Італії L'Associazione Italiana per l'Assistenza ai Bambini Autistici  [ IT ] (AIABA, Італійська асоціація допомоги дітям з аутизмом) була заснована батьками дітей з аутизмом у 1970 році.[276]
- У Німеччині те, що зараз називається Autismus Deutschland  [ DE ] (Autism Germany)[277], було засновано в 1970 році.[278]
- У найбільш густонаселеній провінції Канади в 1973 році батьки заснували Товариство дітей-аутистів Онтаріо. (Після ряду змін назви в 2006 році воно стало Аутизмом Онтаріо).[279]
- Ізраїльське товариство дітей і дорослих з аутизмом (ALUT) було засновано в 1974 році. Станом на 2023 рік воно налічує понад 2500 співробітників, які надають послуги більш ніж 15 000 сімей[280].
- У січні 1975 року в німецькомовній Швейцарії розпочався Autismus Deutsche Schweiz («Аутизм Німецька Швейцарія»).  (Після цього було створено об’єднану організацію у франкомовній Швейцарії в 1985 році,  та одну в італомовній Швейцарії в 1989 році.  Зараз ці три групи утворюють конфедерацію під назвою «Аутизм Швейцарія»).[281]
- Канадське товариство аутизму було засновано в 1976 році.[282]
- Групу підтримки аутистів APAFAC було засновано в Каталонії в 1976 році.[283] До неї приєднався Aspanaes в Галісії в 1979 році[284], і подібні організації в інших частинах Іспанії після цього.

## Офіційне визнання (1978–1993)
У 1978 році ВООЗ вперше визнала аутизм розладом розвитку, відмінним від шизофренії. Це та прийняття подібного визначення APA в 1980 році стало важливою віхою в дослідженні аутизму. Робота Аспергера стала відомою ширшій аудиторії, частково завдяки новим публікаціям Лорни Вінг.
Поінформованість про аутизм у суспільній культурі зросла з випуском «Людини дощу» та інших медіа-продукцій, а активніша самопропаганда людей з аутизмом заклала основи руху за нейрорізноманіття та допомогла забезпечити кращі законні права для аутистів.

### МКХ-9
Міжнародна система класифікації захворювань, МКБ, значно змінила спосіб класифікації захворювань, пов’язаних з аутизмом, у 1978 році з випуском МКБ-9 . « Дитячий аутизм » (299.0) тепер визнано станом, з окремими підкатегоріями для нього, які мають «поточний або активний стан» або «залишковий стан». Його визначення цього стану ґрунтувалося на критеріях, розроблених Мілдред Крік для «дитячої шизофренії» на початку 1960-х років.
У категорію «порушення емоцій, характерних для дитинства та підліткового віку» МКБ тепер включає «чутливість, сором'язливість і розлад соціальної відстороненості» (313.2), який включає підкатегорії «розлад сором'язливості в дитинстві», «інтровертний розлад у дитинстві» та «вибірковий мутизм». «Шизоїдний розлад особистості» (301.2) тепер мав два різновиди: загальний і «інтровертна особистість».

### DSM-III і DSM-III-R

#### DSM-III
За порадою NSAC  DSM -III (1980) перетворив те, що раніше визначалося як дитяча шизофренія, на три види «повсюдного розладу розвитку» (PDD). «Дитячий аутизм» почався до того, як дитині виповнилося 30 місяців, а «поширений розлад розвитку в дитинстві» — від 30 місяців до 12 років. Третій різновид, «атиповий первазивний розлад розвитку» був подібним, але меншим, ніж два інших, і міг початися будь-коли.  «Вибірковий мутизм» тепер класифікували як незалежний стан.
«Реакція відчуження дитинства (або підліткового віку)» стала «шизоїдним розладом дитинства або підліткового віку». У DSM-III зазначається, що люди з цим захворюванням мають кваліфікуючі симптоми: «Не пов’язані з поширеним розладом розвитку; розладом поведінки, несоціалізованим, неагресивним; або будь-яким психотичним розладом, таким як шизофренія».
«Шизоїдна особистість» у дорослих була розділена на «шизоїдний розлад особистості», «уникаючий розлад особистості» і «шизотипний розлад особистості».  Перші два відрізнялися мотивацією людини з діагнозом - «уникаючі» люди мали соціальні труднощі, але хотіли бути соціальними, тоді як «шизоїдні» люди мали соціальні труднощі і були щасливі залишатися такими.  «Шизотипічні» люди належали до спектру шизофренії – стан не дуже узгоджувався з уявленнями про аутизм.
DSM-III надає набагато більше деталей щодо його умов, ніж попередні видання, вперше надаючи вичерпні діагностичні критерії.

#### DSM-III-R
У 1987 році була випущена переглянута версія DSM-III-R . У цьому виданні DSM «дитячий аутизм» було об’єднано з «повсюдним розладом розвитку в дитинстві», щоб створити новий «аутичний розлад». Нове визначення розширило коло нейротипів, які клініцисти вважали «аутичними».  Третьою категорією PDD DSM став «первазивний розлад розвитку, не визначений інакше» (PDDNOS, пізніше PDD-NOS).  «Шизоїдний розлад дитинства або підліткового віку» був поглинений категорією PDD в цілому. Продовжували існувати «шизоїдний розлад особистості» у дорослих, «уникаючий розлад особистості» і «вибірковий мутизм».
DSM-III-R зазначає, що «проте докази свідчать про те, що [аутичний розлад] є лише найважчою та типовою формою загальної категорії первазивних розладів розвитку... Тоді як у клінічних умовах аутичний розлад зустрічається частіше, ніж PDDNOS, дослідження в Англії та Сполучених Штатах, використовуючи критерії, подібні до тих, що в цьому посібнику, свідчать про те, що PDDNOS є більш поширеним, ніж аутичний розлад серед населення в цілому».
У книзі також зазначено, що «при шизоїдних і шизотипних розладах особистості є дефіцит міжособистісних стосунків. Діагноз аутичного розладу випереджає діагностику цих розладів особистості. Однак ці розлади особистості випереджають діагноз первазивного розладу розвитку, не визначеного іншим чином».

### Лорна Вінг про спектр аутизму та синдром Аспергера
Враховуючи велику різницю рис аутизму в різних людей, британський психіатр Лорна Вінг і британський психолог Джудіт Гулд  ввели термін «спектр аутизму» у своїй статті «Сержкі порушення соціальної взаємодії та пов’язані з ними аномалії у дітей: епідеміологія та класифікація» у березні 1979 року. 
Публікація Лорною Вінґом у лютому 1981 року статті «Синдром Аспергера: клінічний опис»  значно збільшила обізнаність про існування роботи з аутизмом Аспергера.  Вінг підсумував синдром аутизму Аспергера та зробив два виклики тим, що він зробив. Вона також надала шість власних прикладів і багато додаткового аналізу. Ця стаття привернула увагу до концепції «розладу Аспергера», що призвело до її визнання багатьма практикуючими психологами.

Стосовно широти людей із захворюванням, Вінг зазначає:
Усі ознаки, які характеризують синдром Аспергера, можна виявити в тій чи іншій мірі в нормальній популяції... Незважаючи на те, що синдром Аспергера дійсно зливається з нормальним континуумом, є багато випадків, коли проблеми настільки виражені, що припущення про явну патологію здається більш правдоподібним поясненням, ніж варіант нормального стану. 
Що стосується зв'язку між шизоїдним розладом особистості та синдромом Аспергера, Вінг пише:
Відсутність емпатії, цілеспрямованість, дивна комунікація, соціальна ізоляція та надмірна чутливість людей із синдромом Аспергера - це риси, які також входять у визначення шизоїдної особистості ... Немає сумніву, що синдром Аспергера можна розглядати як форму шизоїдної особистості. Питання полягає в тому, чи має це групування якусь цінність ... 

### Початок руху нейрорізноманіття
Книга американської експертки з шизофренії Джуді Чемберлін 1978 року «Самі по собі: контрольовані пацієнтом альтернативи системі психічного здоров’я»  була помітним голосом проти шкоди, спричиненої «примусовим лікуванням» захворювань мозку. Книга стала важливим рушієм руху тих, хто пережив психіатричну хворобу.
Організація Об'єднаних Націй оголосила 1981 рік Міжнародним роком інвалідів. Це привернуло увагу до людей з обмеженими можливостями в багатьох країнах. Британський музикант з обмеженими фізичними можливостями Ян Дюрі випустив пісню Spasticus Autiscus на знак протесту проти стихії року.
У 1983 році, спираючись на розвиток останніх двадцяти років, британський вчений-інвалід Майк Олівер ввів термін «соціальна модель інвалідності»,  який стверджує, що «інвалідність» спричинена неприйняттям суспільством нетипової природи людей. Це було протиставлено «медичній моделі інвалідності»,  яка стверджує, що інвалідність сама по собі є нетиповою природою.
Американець Джим Сінклер вважається першою людиною, яка наприкінці 1980-х років озвучила точку зору «антилікування» або «права аутизму».  У 1992 році Сінклер разом із Кеті Грант і Донною Вільямс заснував Міжнародну мережу аутизмів (ANI). ANI — це організація, яка публікує інформаційні бюлетені, «написані людьми з аутизмом і для них». Це переросло в рух за права аутистів .
Нейрорізноманіття — це ідея про те, що люди можуть мислити по-різному від норми, але ці відмінності не є медичною проблемою. Австралійський соціолог Джуді Сінгер і американська самозахисниця Джейн Меєрдін ввели цей термін у 1998 році.   Він використовувався групою, відомою як «Інститут вивчення типових неврологічних захворювань» (INST).  Термін вперше з’явився у друку у вересні 1998 року у статті Neurodiviersity  в The Atlantic американського журналіста Гарві Блюма. Пізніше термін нейродивергентний був введений у 2000 році американським активістом нейрорізноманіття Кассіаном Асасумасу.

### Дзеркальні нейрони
Основна стаття: Дзеркальний нейрон § Аутизм
Дослідники Джакомо Ріццолатті , Джузеппе Ді Пеллегріно, Лучано Фадіга , Леонардо Фогассі та Вітторіо Галлезе з Університету Парми опублікували статтю, в якій оголосили про існування дзеркальних нейронів у 1992 році.  Вони виявили, що коли мавпа спостерігає, як інша мавпа щось робить, спеціалізовані нейрони в мозку першої мавпи спрацьовують у спосіб, який відображає активація нейронів у діючій мавпі. Пізніше ті ж вчені виявили те ж саме в людському мозку.
Було припущено, що відмінності в системі дзеркальних нейронів можуть частково пояснити відмінності між аутичними та нейротиповими людьми.  Добре цитоване дослідження 2006 року, проведене американським психіатром Міреллою Дапретто  та іншими, виявило такий зв’язок.
Проте пізніші дослідження не підтвердили цей зв’язок.

### Наукові розробки
Термін «інфодемпінг» вперше був використаний у 1978 році. Гіпотезу теорії надлишку опіоїдів щодо аутизму вперше запропонував естонсько-американський нейробіолог Яак Панксепп у статті 1979 року. 
Шкала оцінки дитячого аутизму (CARS) була випущена в березні 1980 року американцями Еріком Шоплером , Робертом Джеєм Рейхлером,  Робертом Ф. ДеВеллісом  і Кеннетом Дейлі.
У 1981 році Якоб Лутц опублікував статтю «Hans Asperger und Leo Kanner zum Gedenken» (Hans Asperger and Leo Kanner in memoriam).
Мова на основі зображень Minspeak була вперше реалізована на комп’ютері в 1981 році. Її розробив американський лінгвіст Брюс Р. Бейкер.  Згодом він став популярним на доповнювальних і альтернативних комунікаційних пристроях.
У 1983 році швейцарсько-американський невролог Ізабель Рапін і психолінгвіст Доріс Аллен ввели термін семантичний прагматичний розлад для опису комунікативної поведінки дітей, які демонстрували такі риси, як патологічна балакучість, недостатній доступ до словникового запасу та розуміння дискурсу, нетиповий вибір термінів і невідповідні розмовні навички.  Вони посилалися на групу дітей, які мали легкі аутичні риси та специфічні семантичні прагматичні мовні проблеми. (Наприкінці 1990-х для цієї ситуації було запропоновано термін «прагматичне порушення мови» (PLI). 
Популярна академічна книга «Навчання та розуміння дітей-аутистів» була відредагована американцями Робертом Л. Когелем (психіатр), Арнольдом Рінковером (психолог) та Ендрю Л. Егелем (педагог) і випущена в 1983 році.
У вересні 1985 року Фелікс Ф. де ла Круз детально окреслив фізичні, психологічні та цитогенетичні характеристики людей із синдромом тендітного X на додаток до їхніх перспектив терапії.
Суперечливе твердження припускало, що тривалий перегляд телевізора може викликати аутизм. Ця гіпотеза значною мірою ґрунтувалася на дослідженнях, які припускали, що зростання рівня аутизму в 1970-х і 1980-х роках було пов’язане з розвитком кабельного телебачення в той час.
Мультиплексний розлад розвитку був концептуалізований американськимидослідниками Єльського університету Дональдом Дж. Коеном (психіатр), Реа Пол (дефектолог) і Фред Волкмар (психіатр) у березні 1986 року. Вони запропонували визнати його різновидом аутизму в DSM, однак цього не відбулося.
Довідник з аутизму та первазивних розладів розвитку — це популярна наукова книга про аутизм, яка вперше була випущена в 1987 році. Перше видання редагували американці Дональд Дж. Коен (психіатр), Енн М. Доннеллан (педагог) і Ріа Пол (дефектолог). Нові видання були опубліковані в 1997, 2005 і 2014 роках. Додатковими редакторами були американці Фред Фолкмар (психіатр), Амі Клін (психолог), Саллі Дж. Роджерс (психолог) і Кевін А. Пелфрі  (невролог).
Розумова сліпота — це термін, який вперше опублікував на початку 1990 року британський психолог Саймон Барон-Коен з Кембриджського університету. Це стосується ідеї про те, що «люди з аутизмом не здатні приписувати психічні стани (такі як переконання, знання тощо) собі та іншим людям».  Це також відомо як теорія порушеного розуму (TПР). Барон-Коен вважав, що відсутність здатності читати по очах є особливо важливим недоліком, і розробив навчальну програму для розвитку цього. Зараз вважається, що всі люди з аутизмом мають певну здатність до TM.  Барон-Коен, шотландський психолог Алан М. Леслі та Ута Фріт опублікували ще одну добре цитовану статтю на цю тему в 1985 році.  Книга Барона-Коена Mindblindness: An Essay on Autism and Theory of Mind була випущена в 1995 році.
Графік діагностичного спостереження за аутизмом (ADOS) був розроблений у 1989 році Кетрін Лорд , Майклом Раттером , Сьюзен Гуд, Жаклін Хімсберген, Хізер Джордан, Лінн Мохуд та Еріком Шоплером.  Він став комерційно доступним у 2001 році.  (Переглянута версія ADOS-2 була випущена в 2012 році).
Діагностичне інтерв’ю з аутизмом (ADI) також було розроблено в 1989 році Енн Ле Кутер, Майклом Раттером, Кетрін Лорд, Патрісією Ріос, Сарою Робертсон, Мері Холдграфер і Джоном Макленнаном. Оновлена версія, ADI-R, була комерційно випущена в 2003 році.
Перші статті Аспергера були вперше опубліковані англійською мовою в 1991 році як частина книги « Аутизм і синдром Аспергера».  Їх переклала редакторка книги Ута Фріт. Це ще більше підвищило обізнаність про роботу Аспергера та концепцію «синдрому Аспергера».
Американський біхевіорист Темпл Грандін винайшла стискальну машину для терапевтичного застосування глибокого тиску на себе в 1965 році.  Її надихнули стискальні жолоби, які використовуються для худоби.  Вона провела подальші дослідження пристрою з дорослими та дітьми і в березні 1992 року опублікувала відому статтю про це.  Це значно підвищило рівень обізнаності громадськості про пристрій і про переваги глибокого дотику для аутистів загалом.

### Прикладний аналіз поведінки
Денверська модель раннього початку лікування аутизму для маленьких дітей була розроблена в 1981 році американськими психологами Саллі Роджерс і Джеральдін Доусон. Спочатку її називали «моделлю ігрової школи», оскільки її основні дії відбувалися під час гри дітей.  Вважається різновидом ABA.
Підтримка позитивної поведінки (PBS, PBIS, SWPBS або SWPBIS) виникла в Університеті Орегона в середині 1980-х років. Це тип ABA, який зазвичай використовується в школах. Тім Льюїс  є відомим практиком цієї концепції, і його часто називають співзасновником. Асоціація підтримки позитивної поведінки була заснована в 2003 році.
Лікування основною реакцією (PRT) було запроваджено американцями Робертом Когелем , Мері О'Делл і Лінн Керн Когелем у 1987 році. Це «натуралістична» форма ABA, яка використовується з маленькими дітьми. PRT має на меті навчити кількох «основних навичок», які допоможуть студенту вивчити багато інших навичок. Початок спілкування з іншими вважається одним із таких ключових умінь.
У 1987 році Івар Ловаас опублікував важливу доповідь про розроблений протягом десятиліть Проект молодого аутизму UCLA, визначивши новий метод ABA.  Ловаас неоднозначно повідомив, що половина його пацієнтів дошкільного віку, які отримували інтенсивну терапію, тепер мали рівень IQ, рівний рівню їхнім одноліткам без аутизму, і «відновилися» від аутизму.  Його іноді називають «метод/модель/програма Ловааса», а іноді «модель/втручання UCLA». Це стало основною формою раннього інтенсивного поведінкового втручання (EIBI), і тепер його також часто називають такою назвою. Однією з методологій, розроблених нею, було дискретне пробне навчання , яке стало широко використовуваною технікою ABA.
Поширений підручник Applied Behavior Analysis  був вперше випущений американськими педагогами Джоном О Купером,  Тімоті Е. Героном  і Вільямом Лі Хьюардом  в Університеті штату Огайо в 1987 році. Нові видання були опубліковані в 2007 і 2019 роках.

### Лікування та підтримка без ABA
«Модель діагностики та лікування аутизму, заснована на індивідуальних відмінностях розвитку» (DIR) була розроблена американським психіатром Стенлі Грінспеном у 1979 році.  Пізніше вона була розвинена в програму Floortime.
До 1980 року американські ерготерапевти широко використовували різні техніки глибокого дотику для аутистів.
У публікації за лютий 1981 року Лорна Вінг зазначила, що, хоча вона вважає, що лікування аутизму в даний час не існує, «вади можна зменшити шляхом відповідного управління та освіти» і що «техніки модифікації поведінки , які використовуються з дітьми-аутистами, можуть бути корисними, якщо застосовувати їх з обережністю».
Модель навчального плану LEAP (Досвід навчання – альтернативна програма для дітей дошкільного віку та батьків) була розроблена американським психологом Філліпом Стрейном  з Піттсбурзького університету в 1981 році. Першу статтю, що пояснює це, було опубліковано в 1984 році. У програмі є як аутисти, так і не аутисти, дошкільнята ділять клас, причому останні допомагають першим. Це вважається більш когнітивною , а не біхевіористською формою навчання.  Це також вважається однією з найкраще досліджених форм навчання для дітей дошкільного віку з аутизмом.
Комунікаційна система обміну зображеннями (PECS) була розроблена в 1985 році в Делаверській програмі аутизму  Енді Бонді та Лорі Фрост. Це метод навчання спілкування для людей з обмеженими можливостями мовлення.
Наприкінці 1980-х років розвиваюча освіта розвинулась у Стертському кампусі SACAE в Аделаїді , Австралія. Він об’єднав концепцію «нормалізації» соціальної моделі інвалідності з ідеями ABA.  Розвиваюча освіта спрямована на навчання життєвих навичок людей з обмеженими можливостями, які їх потребують.  Аутизм CRC вважає, що практики можуть бути корисними дітям з аутизмом та їхнім родинам.
Методика навчання соціальних навичок «Соціальні історії» почала розвиватися в 1989 році американським викладачем Керол Грей.  Вона опублікувала свою першу статтю про це в квітні 1993 року,  того ж року опублікувала першу книгу про це. Опитування працівників служби підтримки аутизму в Онтаріо в 2011 році показало, що 58% мали програми підтримки, на які вона вплинула.

### Діагностичні засоби аутизму для малюків
Контрольний список для аутизму у малюків (CHAT), інструмент для діагностики аутизму у дітей віком 18–24 місяців, вперше був опублікований у грудні 1992 року Саймоном Бароном-Коеном , Джейн Аллен і Крістофером Гіллбергом.  Саймон Барон-Коен та інші також розробили інший тест на аутизм у 18-місячних дітей, який був опублікований у лютому 1996 року.
Модифікований контрольний список для виявлення аутизму у малюків (M-CHAT) був розроблений у 1999 році  американськими психологами Діаною Робінс,  Деборою Фейн  і Маріанною Бартон.  Переглянуті версії M-CHAT-R (2009) і M-CHAT-R/F були пізніше випущені.

### У конкретних країнах

#### У Китаї
Аутизм вперше був діагностований у Китайській Народній Республіці в 1982 році професором Тао Гуотай (陶国泰) з Нанкінської лікарні мозку. Він представив цю справу в китайському журналі. Наприкінці 1980-х років він представив свої відкриття світовій аудиторії англійською мовою.
«Закон про обов’язкову освіту в Китаї» (中华人民共和国义务教育法) був прийнятий у 1986 році. Як і американський EHA, він вимагав від державних шкіл приймати учнів з обмеженими можливостями.

#### У США
У 1984 році Конгрес США схвалив Місяць поширення інформації про проблему аутизму.
Закон про американців з обмеженими можливостями 1990 року заборонив дискримінацію людей на основі їх інвалідності в ряді важливих категорій. Він також вимагав від охоплених роботодавців забезпечувати розумні умови для працівників з обмеженими можливостями та встановлював вимоги щодо доступності громадських приміщень.

#### У Фінляндії
Аутизм знайшов свій шлях до класифікації захворювань Фінляндії в 1987 році.  (Лише в 1996 році його було остаточно вилучено з категорії психозів у фінській версії МКБ-10.)

### Новостворені організації
- Nederlandse Vereniging voor Autisme  [ NL ] (NVA) (Нідерландська асоціація аутистів) була заснована в 1978 році батьками дітей з аутизмом.[369]
- Фонд розладів сенсорної обробки був заснований в Америці в 1979 році ерготерапевтом Люсі Джейн Міллер.[370] Зараз він відомий як Інститут STAR.
- Domus Instituto de Autismo був заснований у Мексиці в травні 1980 року батьками дітей з аутизмом.[371]
- Autism-Europe розпочав свою діяльність у 1983 році, координуючи організації хворих на аутизм по всій Європі.
- У Бразилії Associação de Amigos do Autista  [ PT ] (Асоціація друзів аутистів) була заснована в 1983 році. За рік після цього вони запустили школу. Незабаром вони стали головною асоціацією аутистів своєї країни.
- Товариство аутистів Тайваню (中華民國自閉症總會) було засновано в січні 1985 року.[372]
- Одинадцять матерів дітей-аутистів на Філіппінах провели зібрання в 1987 році. У березні 1989 року вони та інші заснували Фонд дітей і дорослих з аутизмом на Філіппінах (ACAP). Група стала головною організацією аутистів у країні. Зараз воно відоме як Філіппінське товариство аутизму.[373]
- У 1987 році Американська національна асоціація дітей-аутистів стала Товариством аутизму Америки.
- У лютому 1989 року було засновано нову національну французьку аутичну організацію Autisme France.[374]
- Представницька організація Autism South Africa (A;SA)[375]  була заснована в 1989 році зацікавленими батьками та фахівцями.[376]
- У Саудівській Аравії Саудівське товариство аутистів (الجمعية السعودية الخيرية للتوح) було засновано в січні 1990 року.[377]
- В Індії Action for Autism (AFA) почалася в 1991 році як група підтримки батьків.  Невдовзі вона стала провідною організацією аутистів в Індії.[378]
- У Туреччині група підтримки для батьків дітей з аутизмом була створена в 1991 році. У 1997 році вона була перетворена в Турецький фонд підтримки та освіти для хворих на аутизм Türkiye Otistiklere Destek ve Eğitim Vakfı  [ TR ] (TODEV).[379]  Це провідна група аутистів у Туреччині.

### Популярні книги та інші медіа
- Популярний американський фільм «Людина дощу» вийшов на екрани в 1988 році. Його головним героєм був аутист. Бернард Рімленд проконсультувався щодо того, як був зображений персонаж. Фільм багато зробив для визначення суспільного розуміння цього стану.
- Книгу «Аутизм: пояснення загадки» випустила Ута Фріт у 1989 році. Вона пояснювала людям без аутизму, як думають люди з аутизмом. Друге видання вийшло в 2003 році.
- У 1989 році також вийшла популярна книга «Діти з аутизмом: посібник для батьків».[380] Її редагував американський психолог Майкл Д. Пауерс.  Друге видання було опубліковано в 2000 році. Подібне «Синдром Аспергера і ваша дитина: посібник для батьків» було випущено в 2002 році.[381]

## Виявлено синдром Аспергера (1994–2012)
У 1990-х роках продовжувалась популяризація аутизму як у популярній культурі, так і в науковому співтоваристві. Нещодавно схвалений ICD та DSM стан « синдром Аспергера » привернув особливо сильну увагу.

### Зміни ICD та DSM
У 1990-х роках були випущені як ICD-10, так і DSM-IV, а також переглянута версія DSM-IV-TR. Примітно, що синдром Аспергера був визнаний станом, відмінним від аутичного розладу/дитячого аутизму, але пов’язаним з ним.

#### МКБ-10
МКБ -10  була вперше опублікована в 1992 році, для використання, починаючи з 1994 року. Вона внесла ряд змін у свою класифікацію станів, пов'язаних з аутизмом. Він нещодавно включив " синдром Аспергера " (F84.5) - його перше визнання великим органом психічного здоров'я. Він також включав «дитячий аутизм» (F84.0) і категорію «атипового аутизму» (F84.1, подібно до PDD-NOS DSM).
МКБ-10 класифікувала всі ці розлади як «повсюдні розлади розвитку», як це робив DSM з 1980 року. Розлади дитячої сором’язливості МКБ були включені до нового розділу «розлади соціального функціонування з початком, характерним для дитинства та підліткового віку», з категорією елективного мутизму (F94.0) та різними категоріями, які не відповідають загальним симптомам аутизму. «Шизоїдний розлад особистості» залишиться, хоча його підкатегорії ні. (МКБ-9 продовжуватиме використовуватися для кодування деякими організаціями в Сполучених Штатах до 2015 року.)

#### DSM-IV: аутичний розлад, розлад Аспергера та інші стани
У 1994 році, відображаючи краще зрозуміле різноманіття аутичного досвіду, DSM-IV включив ряд нових визначених станів PDD. «Аутичний розлад» було переосмислено та доповнено новими умовами: розлад Аспергера, розлад Ретта та дитячий дезінтегративний розлад (CDD). PDD-NOS залишилася.  Визначення синдрому Аспергера вимагало, щоб люди з ним мали проблеми з промовою та мовою.
У цьому виданні також було визначено розлад координації розвитку (DCD), стан, що характеризується «помітним порушенням у розвитку координації рухів». DSM визнав, що ці симптоми є поширеними у людей із PDD, і виключив таких людей із діагнозу DCD. У жовтні 1994 року Міжнародна нарада консенсусу щодо дітей і незграбності прийняла концепцію DCD, вирішивши використовувати її замість попередніх описів дитячої незграбності.  Це призвело до прийняття цієї концепції ерготерапевтами та фізіотерапевтами як охоплення всіх аномальних дитячих незграбностей.
Шизоїдний розлад особистості та уникаючий розлад особистості також залишилися в посібнику. «Вибірковий мутизм» став «селективним мутизмом».
Американський психіатр Фред Волкмар був провідним автором розділу про аутизм у DSM-IV.  (З 2007 року Волкмар згодом стане четвертим редактором журналу Journal of Autism and Developmental Disorders ).

#### DSM-IV TR
DSM -IV TR (2000) містив майже повністю переписане визначення синдрому Аспергера. Примітно, що тепер він більше не включав мовленнєві труднощі.  Це значно збільшило кількість людей, які вважалися такими.

### Темпл Грандін
Американська біхевіористка тварин і винахідник машини для стискання Темпл Грандін стала відомою в 1996 році, опублікувавши свою популярну книгу «Мислення в картинках: моє життя з аутизмом» у листопаді 1995 року. Пізніше вона стала членом правління Товариства аутизму Америки. Разом з письменницею Кетрін Джонсон вона написала популярну книгу « Тварини в перекладі: використання таємниць аутизму для декодування поведінки тварин» , яка була опублікована в грудні 2004 року. У лютому 2010 року вийшов фільм « Темпл Грандін» про її життя.

### Шахрайське дослідження вакцини
Дивіться також: Вакцини та аутизм
У лютому 1998 року британський лікар Ендрю Вейкфілд опублікував суперечливу статтю, в якій стверджував зв'язок між деякими вакцинами та аутизмом . Ця знахідка привернула великий суспільний резонанс. Згодом було визнано, що документ був фальшивим. У 2010 році він відкликав свою роботу, а згодом втратив ліцензію на медичну практику.

### Лікування та підтримка
У 1992 році керівництво Програмою аутизму TEACCH перейшло від Еріка Шоплера до американського психолога Гері Месібова. Згодом Месібов також змінив Шоплера на посаді редактора журналу Journal of Autism and Developmental Disorders з 1997 по 2007 рік.
Американський логопед Мішель Гарсія Віннер почала розробляти методологію соціального мислення в середині 1990-х років і незабаром після цього заснувала компанію «Соціальне мислення».  Згодом організація розробила широкий спектр ресурсів для навчання соціальних навичок аутистів. Роботи Переможця мали значний вплив на працівників служби підтримки аутизму в Онтаріо в 2011 році.
Розвиваюча соціально-прагматична (DSP) модель викладання аутизму виникла наприкінці 1990-х років. Він спрямований на роботу та зміцнення бажання дітей-аутистів успішно спілкуватися (а також їх здатність до спілкування), при цьому батьки та вчителі спілкуються з дітьми якомога невигаданими способами.  Він наголошує на когнітивній психології більше, ніж на типових, орієнтованих на біхевіоризм, різновидах ABA.
Наприкінці 1990-х років американський викладач Бренда Сміт Майлз з Канзаського університету почала писати добре сприйняті книги, щоб допомогти людям із синдромом Аспергера. У 2011 році ці книги також мали значний вплив на працівників служби підтримки аутизму в Онтаріо.
Впливову книгу «Синдром Аспергера: Посібник для батьків і професіоналів» опублікував британсько-австралійський психолог Тоні Еттвуд у 1998 році. Еттвуд продовжив багато публікацій на теми аутистів. Опитування працівників служби підтримки аутизму в Онтаріо в 2011 році показало, що 52% мали програми підтримки, на які він вплинув.
Чоловік і дружина американці, рекламний продюсер Кейт Зіваліч і швачка Лінда Зіваліч, виготовили першу обтяжену ковдру в 1997 році. Вони вперше продали їх у грудні 1998 року.  Вони приносять користь деяким людям з аутизмом завдяки тиску глибокого дотику. Вагові ковдри були майже невідомі громадськості, поки вони не отримали значного розголосу в 2017–18 роках.
Втручання у розвиток стосунків (RDI) було розроблено американськими психологами Стівеном Гутстайном і Рейчел Шілі в 1990-х роках.  Це має на меті збільшити бажання та здатність маленької дитини бути товариськими.  Він став більш відомим після публікації книг на цю тему в 2002 році.
Міжнародна рада стандартів атестації та безперервної освіти  була заснована в Сполучених Штатах у 2001 році. Вона забезпечує навчання та сертифікацію для організацій, які працюють з людьми з аутизмом. 
Фред Франкель і Роберт Майатт протягом двох десятиліть розробляли модель навчання дружбі дітей (CFT) в Каліфорнійському університеті в Лос-Анджелесі, опублікувавши книгу про це в 2002 році.
Модель SCERTS: комплексний освітній підхід для дітей з розладами аутистичного спектру була опублікована в червні 2004 року п'ятьма американськими авторами. Модель охоплює соціальне спілкування дітей (SC), емоційну регуляцію (ER) і транзакційну підтримку (TS).  Модель продовжує розвиватися.
У 2004 році Тоні Етвуд випустив програму «Дослідження почуттів: когнітивно-поведінкова терапія для управління тривогою». ASHA рекомендує її для використання з дітьми-аутистами.
«Педіатрична комунікаційна терапія аутизму» (PACT)  ,  методика навчання батьків маленьких дітей з аутизмом, як краще спілкуватися з ними, була вперше опублікована в статті в листопаді 2004 року.  Її написали три британські дослідники, логопед Кетрін Олдред,  психіатр Джонатан Грін. та логопед Кетрін Адамс. 
Мережа виховання дітей запустила raisingchildren.net.au у травні 2006 року за підтримки та фінансової підтримки уряду Австралії. Цей веб-сайт містить обширну інформацію про виховання дітей-аутистів.
Саймон Барон-Коен та інші випустили анімаційний серіал для дітей дошкільного віку з аутизмом під назвою «Перевізники» у 2006 році. Його творці стверджували, що діти з аутизмом можуть навчитися читати емоції на обличчі так само, як і діти без аутизму, після повторного перегляду, звертаючись до їхньої соціально-емоційної агнозії та алекситимії. Серіал був номінований на BAFTA . Британська озвучена версія серіалу доступна безкоштовно за ліцензією Creative Commons.  Епізоди перекладено кількома мовами, а також розроблено безкоштовний навчальний матеріал.
Відому книгу No More Meltdowns опублікував американець Джед Бейкер у квітні 2008 року. Ця та інші його праці мали значний вплив на працівників Онтаріо, які займаються підтримкою аутизму в 2011 році.

### Уникнення патологічного попиту
У липні 2003 року британський дитячий психолог Елізабет Ньюсон з Ноттінгемського університету опублікувала статтю в журналі Archives of Disease in Childhood, в якій стверджувала, що патологічне уникнення вимог (PDA) слід визнати унікальним профілем у спектрі аутизму.  Вона вперше побачила модель КПК у дітей у 1980 році. Вона вважала, що люди з аутизмом з вираженими симптомами КПК мають тенденцію поводитися зовсім інакше, ніж ті, у кого їх немає, і що люди з симптомами КПК часто не мають загальних аутичних симптомів.

### Нові засоби діагностики
Тест «Читання думок в очах» був вперше опублікований у 1997 році Саймоном Бароном-Коеном та іншими. Дуже добре цитована переглянута версія була випущена в лютому 2001 року  , в якій також брала участь британський психолог-експериментатор Саллі Вілрайт.
Також у лютому 2001 року групою під керівництвом Саймона Барона-Коена з Кембриджського університету був оприлюднений коефіцієнт спектру аутизму (AQ), міра аутизму в особистості .
"Діагностичне інтерв'ю для соціальних і комунікаційних розладів" (DISCO) було випущено в березні 2002 року Лорною Вінгом та іншими.  Це був подальший розвиток розкладу «Поведінка та навички з обмеженими можливостями» (HBS), розробленого Вінгом у 1970-х роках.  Станом на 2023 рік він все ще використовується у Великобританії. 
«Опитувальник соціальної комунікації» (SCQ) є широко використовуваним інструментом для вимірювання соціальних симптомів аутизму. У 2003 році його опублікували британські психіатри Майкл Раттер і Ентоні Бейлі та американський психолог Кетрін Лорд як «Скринінговий опитувальник аутизму» (ASQ).
Коефіцієнт емпатії був опублікований у квітні 2004 року Саймоном Бароном-Коеном і Саллі Вілрайт.  Стаття, в якій це було опубліковано, також ввела терміни «афективна емпатія» (відчуття того, що відчуває хтось інший) і «когнітивна емпатія» (розуміння того, що відчуває хтось інший).
У лютому 2008 року американський психіатр Ріва Аріелла Рітво з Єльського університету та інші випустили діагностичну шкалу аутизму та Аспергера Рівто (RAADS).  Переглянуту версію, RAADS-R, було випущено в 2011 році.

### У США
Атиповий антипсихотичний препарат рисперидон був схвалений у Сполучених Штатах для лікування пов’язаної з аутизмом агресивної та самоушкоджуючої поведінки в жовтні 2006 року.  Подібний, але менш проблематичний препарат арипіпразол був схвалений у 2009 році. 
У грудні 2006 року Сполучені Штати прийняли Закон про боротьбу з аутизмом , виділяючи 1 мільярд доларів США на послуги та дослідження аутизму в цій країні протягом п’яти років.
У американському штаті Південна Кароліна закон Райана був прийнятий у липні 2008 року. Відповідно до нього медичні страхові компанії повинні виділяти до 50 000 доларів на поведінкову терапію щороку людям з аутизмом віком до 16 років.

### Аутизм говорить
Американська правозахисна організація Autism Speaks була заснована в 2005 році бізнесменом Бобом Райтом і його дружиною Сюзанною Райт , бабусею і дідусем дитини з аутизмом. У 2023 році організація стверджувала, що наразі надала понад 18 мільйонам людей безкоштовною інформацією та ресурсами щодо аутизму.  Він прийняв фрагмент пазла як частину свого логотипу.

### Ініціатива дослідження аутизму Фонду Саймонса
У 2006 році Фонд Саймонса заснував Ініціативу з дослідження аутизму (SFARI). Станом на 2023 рік бюджет фонду складає понад 100 мільйонів доларів США на рік.
Веб-сайт SFARI запустив розділ «Новини та думка» у 2008 році. Він розширився та отримав власну ідентичність як Spectrum у 2015 році.  Це стало важливим веб-сайтом новин про дослідження аутизму.

### Визнання в Китаї
Одинадцята п’ятирічна китайська програма розвитку інвалідів (中国残疾人事业"十一五"发展纲要) була випущена в 2006 році. Вона офіційно визнала аутизм неврологічним розладом.

### Мережа самозахисту аутистів (ASAN)
Основна стаття: Мережа самозахисту аутистів § Історія
Мережа самозахисту аутистів (ASAN) була заснована в листопаді 2006 року американцями Арі Німаном і Скоттом Майклом Робертсоном.  Він позиціонує себе як провідний орган Америки аутистів, який представляє інтереси аутистів. На початку 2017 року другим президентом ASAN стала американська письменниця Джулія Баском. 
Пізніше афілійовані організації були створені в Австралії/Новій Зеландії, Канаді та Португалії.
Академічне партнерство аутистичного спектру в дослідженнях та освіті (AASPIRE) також було засновано в Сполучених Штатах у 2006 році. Воно спрямоване на покращення життя дорослих людей з аутизмом.  Він почав тісно співпрацювати з ASAN.
Діяльність ASAN включала організацію першого Дня жалоби по інвалідах 1 березня 2012 року, який вшанував пам'ять людей з інвалідністю, які були вбиті своїми батьками. Організація також допомогла у виробництві короткометражного фільму Pixar 2020 року Еріки Мілсом «Петля»,  в якому зображена невербальна дівчина-підліток з аутизмом.

### Всесвітній день поширення інформації про аутизм
Всесвітній день поширення інформації про аутизм вперше був проведений Організацією Об’єднаних Націй у квітні 2007 року. Освітлення будівель блакитним світлом вночі є поширеним засобом підвищення обізнаності в цей день. Autism Speaks швидко прийняв це. Це призвело до того, що деякі люди з аутизмом, схильні до нейрорізноманітності, уникали використання синього кольору для зображення аутизму.

### Велика національна справа у Франції
Щороку уряд Франції призначає «Велику національну справу», на якій країна має зосередитися. Це включає велику кількість безкоштовної реклами на державному телебаченні та радіо. Причиною 2012 року став аутизм.

### Інші наукові розробки
Концепція гіперфокусу була використана в середині 1990-х  і почала з’являтися в академічній літературі частіше на початку 2000-х. 
«Виконавчі функції та психопатологія розвитку» — добре цитована стаття, опублікована в січні 1996 р.  У ній американці Брюс Пеннінгтон (психіатр) і Саллі Озонофф (психолог) досліджували вплив різних станів (включаючи аутизм) на виконавчу функцію.
Перше видання наукового журналу Autism було опубліковано в липні 1997 року Sage Publishing і Британським національним товариством аутистів .
У 2000 році на конференції Simpsonwood CDC у Сполучених Штатах вивчалися докази впливу тимерозолу у вакцинах на неврологічний розвиток.
Шкала розладу Гілліама Аспергера була вперше опублікована американським професором спеціальної освіти Джеймсом Гілліамом  у 2001 році.  Пізніше вона стала відомою як «Шкала оцінки аутизму Гілліама» з випуском переглядів GARS-2 (2008) і GARS-3 (2013).
Є певні спеціалізовані частини мозку, які люди без аутизму використовують для обробки інформації про обличчя . Американський психіатр Карен Пірс та інші виявили, що люди з аутизмом не використовують ці частини мозку для цього завдання. Вони також виявили, що веретеноподібна область обличчя в осіб з аутизмом має зменшений об’єм. У жовтні 2001 року вони опублікували статтю про ці та пов’язані з ними висновки.
Теорію емпатії-систематизації аутизму оприлюднив Саймон Барон-Коен у червні 2002 року.  Він та інші продовжили її розвиток у наступні роки.
Теорія монотропізму була розроблена трьома активістами-аутистами, британським лінгвістом і викладачем Дайною Мюррей , британсько-австралійським психологом і соціальним працівником Венном Лоусоном і британським математиком Майком Лессером . Вони почали формулювати свою теорію в 1990-х роках і вперше опублікували теорію в травні 2005 року.
Британський психіатр Кріс Фріфт і його дружина Ута Фріфт опублікували добре цитований короткий опис теорії розуму у вересні 2005 року.
У жовтні 2006 року N. Carolyn Schanen (Університет Делавера ) знайшла дві хромосоми з сильним епігенетичним зв'язком з аутизмом.
Журнал «Дослідження розладів аутистичного спектру» вперше опублікував Elsevier у січні 2007 року.
Добре цитована стаття «Сильна асоціація мутацій кількості копій Де Ново з аутизмом» була опублікована в квітні 2007 року 32 людьми, включаючи Джонатана Себата  і Даніеля Гешвінда. Було встановлено, що мутація зародкової лінії de novo була більш значущим причинним фактором РАС, ніж вважалося раніше.
Журнал Autism Research було засновано в лютому 2008 року як американський журнал Міжнародного товариства досліджень аутизму (INSAR),  у партнерстві з видавцями Wiley-Blackwell.
Конвенція ООН про права людей з інвалідністю (КПІ ООН) набула чинності в країнах, які її підписали, у травні 2008 року.
Гіпотезу про імпринтинговий мозок вперше представили канадський біолог Бернард Креспі та британський соціолог Крістофер Бедкок у червні 2008 року.
«Психіатричні розлади у дітей з розладами спектру аутизму: поширеність, супутня патологія та пов’язані фактори в популяційній вибірці» — добре цитована стаття, опублікована в серпні 2008 р.  Серед шести її авторів — британці Емілі Сімонофф (психіатр) та Ендрю Піклз (біостатистик). Було виявлено, що сімдесят відсотків аутистів мали принаймні один інший психічний розлад, а 41% — два чи більше. Найпоширенішими супутніми діагнозами були соціальний тривожний розлад (29%), СДУГ (28%) і опозиційно-викликовий розлад (28%). 
Науковий журнал з відкритим доступом Molecular Autism був заснований у Великобританії BioMed Central у 2010 році.
У травні 2011 року американський нейробіолог Джаред Резер припустив, що аутистичні риси, включно з підвищеними здібностями до просторового інтелекту, концентрації та пам’яті, могли бути природним чином відібрані для забезпечення самостійного пошуку їжі в більш (хоча й не повністю) самотньому середовищі, що називається «гіпотезою самотнього фуражира».  
Концепція проблеми подвійної емпатії була вперше описана як така в жовтні 2012 року британським психологом Деміаном Мілтоном . Ідея передбачає, що проблеми взаємодії між аутичними та неаутичними людьми принаймні частково пов’язані з тим, що ці два типи людей думають по-різному один від одного, розуміють інших людей у своїй групі, але їм важко зрозуміти людей, які думають по-іншому. Це контрастує з ідеєю, що проблеми зі взаємодією пов’язані з тим, що люди з аутизмом мають менші здібності до соціального розуміння, ніж люди без аутизму.
Австралійський уряд створив свою національну дослідницьку організацію з аутизму Autism CRC у березні 2013 року.
У квітневому документі 2013 року «Пренатальний вплив вальпроату та ризик розладів спектру аутизму та дитячого аутизму» показано, що прийом психіатричного препарату вальпроату значно підвищує ймовірність того, що жінка народить дитину з аутизмом.  Його провідним автором був датський невролог Якоб Крістенсен. 

### Організації
Перша міжнародна конференція з питань аутизму відбулася в Торонто, Канада, в липні 1993 року. Її організували Товариство аутизму Америки та Товариство аутизму Канади.  2300 делегатів із 47 країн були присутні.
У 1999 році Товариство аутистів Америки прийняло стрічку-пазл як знак усвідомлення аутизму.
У цей період також були створені різні організації, пов’язані з аутизмом:
- Stars and Rain  була першою неурядовою організацією, заснованою для аутизму в Китаї. Його заснувала в березні 1993 року Тянь Хуейпін (田慧萍), мати дитини з аутизмом.  Заклад проводить навчальні програми як для батьків, так і для дітей, і загалом зосереджується на ABA.
- Загальнонаціональна Confederación Autismo España  [ ES ] (Аутизм Іспанії) була створена в Іспанії в січні 1994 року шляхом об’єднання автономних громадських організацій.
- Корейське товариство аутистів (한국자폐학회) Корейське товариство аутистів  [ KO ] було засновано в Південній Кореї в 1994 році.  Воно зосереджено на професіоналах, які лікують людей із цим захворюванням.
- Національний альянс США з дослідження аутизму був заснований у 1994 році американцями Карен Лондон та її чоловіком-психіатром Еріком Лондоном у 1994 році. На початку 2006 року він об’єднався з Autism Speaks.  (Його засновники пізніше заснували Науковий фонд аутизму .)
- Yayasan Autisme Indonesia  [ ID ] (Індонезійський фонд боротьби з аутизмом) був заснований п’ятьма лікарями та вісьмома батьками аутистів у 1997 році.
- Ambitious About Autism  – це британська група, заснована в 1997 році для надання освіти дітям-аутистам. Відтоді було створено п’ять шкіл і надаються інші послуги.
- Рада з сертифікації поведінкових аналітиків  була заснована в травні 1998 року в Сполучених Штатах для надання акредитації практикам ABA. Він швидко став визнаним міжнародним авторитетом.
- 21 листопада 1998 року почалася Всесвітня організація аутизму (WAO). Він був створений Autism-Europe, щоб спонукати ООН робити більше щодо аутизму та збільшити підтримку аутистів у країнах, де мало подібних послуг.
- Міжвідомчий координаційний комітет з аутизму Сполучених Штатів був створений у 2000 році. Він координує дії уряду США щодо аутизму.
- Ресурсний центр аутизму (Сінгапур) був заснований у 2000 році.
- Кампанію розповсюдження інформації про аутизм у Великобританії було засновано в 2000 році. У 2002 році вона провела у Великобританії «Рік розповсюдження інформації про аутизм», який у лютому включав перше щорічне релігійне свято неділі аутизму .
- У 2001 році хвора на аутизм донька ізраїльського генерал-майора Габі Офір надихнула його та інших створити організацію Special in Uniform, яка підтримує загін підлітків з обмеженими можливостями або аутизмом у Армії оборони Ізраїлю .
- Personen uit het Autisme Spectrum  [ NL ] (PAS, Personen on the Spectrum Autism) було засновано в Нідерландах у 2001 році. Він представляє аутистів із нормальним або вищим IQ.
- Міжнародне товариство дослідження аутизму (INSAR) було створено в 2001 році в США.
- Компанію Specialisterne, що надає послуги з працевлаштування аутистів, заснував датський ІТ-працівник Торкіл Сонне в 2003 році.  Далі вона працювала в різних частинах Європи, Північної Америки та Австралії.
- Національна асоціація аутистів була заснована в США в 2003 році для батьків аутистів.
- Aspies For Freedom (AFF) була заснована в 2004 році як глобальна онлайн-організація чоловіком і дружиною з Уельсу Гаретом Нельсоном і Емі Нельсон.  18 червня 2005 року AFF відсвяткував перший День гордості за аутистів .
- Веб-сайт спільноти аутистів Wrong Planet був заснований у 2004 році Деном Гровером і Алексом Планком .
- Британська благодійна організація з дослідження аутизму Autistica була заснована в 2004 році німецько-британським підприємцем із програмного забезпечення Дамою Стефані Ширлі .
- Autism Korea  [ KO ] (한국자폐인사랑협회는) було засновано в Південній Кореї в січні 2006 року.  Вона зосереджена на представленні людей з аутизмом та їхніх батьків.
- Представницька організація людей з аутизмом в Ізраїлі Спільнота людей з аутизмом в Ізраїлі  [ HE ] почалася на початку 2006 року.
- Британський фонд освіти аутистів був заснований Національним товариством аутистів і Департаментом у справах дітей, шкіл і сімей Великобританії в 2007 році.  Його завданням є забезпечення належної освіти всіх британських дітей з аутизмом через кращу освіту їхніх вчителів.
- Autism Spectrum News  розпочався як щоквартальне друковане видання у Сполучених Штатах у 2008 році. Його заснували батько й син, американці Айра Майнот (соціальний працівник) і Девід Майнот (музикант). У 2021 році він став лише онлайн.
- Науковий фонд аутизму був заснований у Сполучених Штатах у квітні 2009 року американками (і матерями дітей-аутистів) Елісон Сінгер (бізнесмен) і Карен Лондон.  Її засновники відокремилися від Autism Speaks через те, що вона зосереджена на фінансуванні досліджень можливих зв’язків між вакцинами та аутизмом.
- Журнал Autism Eye  для батьків і професійних помічників дітей-аутистів почав виходити в 2011 році  британськими одруженими редакторами журналу (і батьками дитини-аутиста) Джилліан Логран і Марком Хейсом.

### Інші популярні довідкові книги та програмне забезпечення
- Популярною книгою 1998 року був посібник із сенсорної обробки The Out-of-Sync Child  американської вчительки музики та руху Керол Сток Крановіц.  Нові видання вийшли у 2005 та 2022 роках.
- «Переваги інтровертів: як процвітати у світі екстравертів» — популярна книга, видана американським психологом Марті Олсен Лейні  у лютому 2002 року.
- У серпні 2002 року було опубліковано книгу «Виродки, виродки та синдром Аспергера: Посібник для підлітків» 13-річного британського підлітка Люка Джексона з синдромом Аспергера. Книгу високо оцінила Сула Вольф .  У січні 2004 року Люк і його сім'я знялися в документальному фільмі BBC « Моя сім'я та аутизм» .  У 2005 році вигаданий фільм, заснований на сім'ї, Чудова 7 ,  був показаний на BBC. Він включав персонажа, заснованого на матері Люка, співрозмовнику по темі аутистів Джекі Джексон .
- Іншою книгою, вперше опублікованою в серпні 2002 року, був «Посібник для батьків із синдрому Аспергера та високофункціонального аутизму» американського психолога Саллі Озонофф.  Друге видання «Посібник для батьків із високофункціонального розладу аутистичного спектру: як подолати труднощі та допомогти своїй дитині розвиватися» було опубліковано в 2014 році Озоноффом та іншими американськими психологами Джеральдін Доусон і Джеймсом С. Макпартлендом.  Було надруковано понад 125 000 примірників книг.
- Виховання сенсорно розумної дитини вперше було випущено в березні 2005 року двома американцями, ерготерапевтом Ліндсі Біл і письменницею Ненсі Песке.  Нові видання були випущені в 2009 і 2018 роках.
- Книга «Десять речей, які хоче знати кожна дитина з аутизмом»  була вперше опублікована американським логопедом Еллен Нотбом у 2005 році. Нові видання вийшли у 2012 та 2019 роках. Було продано понад 250 000 примірників.
- Книгу ABA The Verbal Behavior Approach: How to Teach Children With Autism and Related Disorders випустили в травні 2007 року двоє американців, медсестра Мері Барбера  і письменниця Трейсі Расмуссен.
- У вересні 2007 року була випущена книга « Голосніше слів: подорож матері до лікування аутизму» американської матері Дженні Маккарті .
- «Розумний, але розсіяний: революційний підхід «керівницьких навичок», щоб допомогти дітям досягти свого потенціалу»  вийшов у січні 2009 року. Написаний американськими психологами Пег Доусон і Річардом Ґуаре, надруковано понад 375 000 примірників.
- Програма The Social Express  була вперше випущена в листопаді 2011 року  американськими батьками дітей-аутистів Марком Циммерманом  і Тіною Циммерман.

### Інші книги та ЗМІ
У цей період були опубліковані інші популярні книги та інші засоби масової інформації, зокрема такі:
- Особисті мемуари Nobody Nowhere: The Extraordinary Autobiography of an Autistic Girl австралійки Донни Вільямс були опубліковані в 1992 році, і були в списку бестселерів New York Times в 1993 році.
- У голлівудському бойовику « Сходження Меркурія» (1998) знявся хлопчик-аутист.
- Прикидаючись нормальним: Життя з синдромом Аспергера — це автобіографія, опублікована американською дослідницею Ліан Холлідей Віллі в 1999 році. Вона також ввела термін aspie . Вона випустила оновлене видання в 2014 році. (Книгу високо оцінила Сула Вольф). Вона продовжила написання низки інших книг на теми аутизму.
- Книга «Страх перед ігровим мозком» (ゲーム脳の恐怖) була випущена японським фізіологом Акіо Морі в 2002 році, і в Японії було продано понад 100 000 примірників. Під час відповідного виступу Морі, як вважають, сказав, що аутизм принаймні частково спричинений тим, що люди витрачають занадто багато часу на відеоігри. Однак Морі спростував це твердження Товариству аутизму Японії.
- У травні 2003 року Марк Хеддон опублікував британську художню книгу «Дивний випадок із собакою в нічний час» . У ньому є головний герой, який, за словами видавців, має синдром Аспергера, але не був спеціально написаний таким чином. У 2012 році вона була перетворена в успішну виставу Вест-Енду , яка потім пішла на Бродвей у 2014 році.
- «Моцарт і кит» — американська романтична комедійна драма про двох людей із синдромом Аспергера, яка вперше вийшла на екрани у вересні 2005 року. Вона заснована на реальній історії.
- Документальний повнометражний фільм «Звичайні люди мене лякають: фільм про аутизм» зняв американський актор Джої Траволта в 2006 році.
- Популярну фотокнигу « Всі коти мають синдром Аспергера» випустила в жовтні 2006 року австралійська вчителька Кеті Хупманн.  У 2020 році було випущено друге видання (з новою назвою « Всі коти мають аутизм »). Вона також написала інші книги про аутизм і пов’язані з ним захворювання.
- У 2007 році також було опубліковано книгу «Причина, через яку я стрибаю» , мемуари-бестселери, які приписують Наокі Хіґасіда, японському 13-річному хлопчику з аутизмом. Він був випущений англійською мовою в 2013 році та був перекладений більш ніж на 30 мов.
- Діти зірок (来自星星的孩子) — документальний фільм 2007 року про життя дітей-аутистів у Китаї.
- Ще однією популярною книгою 2007 року стала « Подивись мені в очі: моє життя з хворобою Аспергера» американця Джона Елдера Робінона , яка вперше вийшла у вересні того ж року. Пізніше Робінсон став членом правління Autism Speaks.
- Персонаж Шелдон Купер вперше з'явився на американському телебаченні у вересні 2007 року в популярному ситкомі «Теорія великого вибуху» . Хоча він і не є явним аутистом, за словами актора, який грає його в дорослому віці, персонаж «не міг продемонструвати більше рис» синдрому Аспергера.
- Мильна опера Aapki Antara вперше вийшла в ефір в Індії в червні 2009 року. Головна героїня серіалу — дівчина-аутист.
- Книгу «Історія аутизму: розмова з піонерами»  випустив у жовтні 2010 року британський дослідник аутизму Адам Файнштейн  на замовлення засновниці Autistica Дами Стефані Ширлі .

## Нейрорізноманіття та аутизм як спектр (з 2013 р.)
У 2013 році DSM-5 виключив синдром Аспергера як окремий діагноз, натомість вважаючи аутизм розладом спектру, який називають розладом спектру аутизму (РАС). Як у дослідницькому співтоваристві, так і серед аутистів тривають дебати щодо того, чи слід вважати аутизм розладом, чи його слід розглядати просто як інший спосіб існування.

### DSM-5
У травні 2013 року був випущений DSM-5 . Він об’єднав «аутичний розлад», «розлад Аспергера», «CDD» і «PDD-NOS» у більш широке поняття «розлад спектру аутизму» (РАС) і припинив чотири попередні захворювання. Він також згрупував симптоми РАС у дві групи - порушення соціального спілкування та/або взаємодії та обмеження та/або повторювана поведінка.  Нове визначення було вужчим, ніж колективні визначення його попередників DSM-IV, що зменшило кількість нейродивергентних людей, охоплених ним.
DSM-5 призначив три «рівні тяжкості» для РАС, з людьми на рівні 1 «вимагають підтримки», рівні 2 «вимагають значної підтримки» і рівні 3 «вимагають дуже значної підтримки».  Деякі активісти з питань аутизму вважають, що спектр аутизму не слід вимірювати таким чином, оскільки він не враховує дуже різноманітні атрибути, які мають люди з різними рівнями тяжкості DSM, або що потреби в підтримці можуть залежати від контексту.
Видавці DSM, Американська психіатрична асоціація , заявили, що «переглянута діагностика представляє новий, більш точний і корисний з медичної та наукової точки зору спосіб діагностики людей з розладами, пов’язаними з аутизмом». У ньому також зазначено, що умови, які замінив новий стан РАС, «не застосовувалися послідовно в різних клініках і лікувальних центрах».
Додано новий стан соціального (прагматичного) розладу спілкування (SCD). Це не стосується людей, які відповідають усім критеріям РАС, а тих, хто має лише труднощі соціального спілкування, визначені у визначенні РАС. (Це ґрунтувалося на попередніх концепціях «семантичного прагматичного розладу» та «прагматичного порушення мови».)
Іншим новим станом був розлад уникнення/обмеження споживання їжі (ARFID). Дослідження 2023 року показало, що 21% аутистів мали особливості ARFID. 
Залишилися «шизоїдний розлад особистості», «уникаючий розлад особистості» і «вибірковий мутизм».
Іншою важливою зміною в цьому виданні DSM стало надання людям можливості діагностувати як РАС, так і РДУГ . Раніше, згідно з правилами DSM, у людей можна було діагностувати лише одне з попередніх захворювань. Є дані, які свідчать про те, що більшість людей з РАС також мають СДУГ. 
Подібним чином у людей з діагнозом РАС тепер також можуть бути діагностовані інші поширені супутні психіатричні синдроми, такі як соціальний тривожний розлад , опозиційно-зухвалий розлад і розлад координації розвитку .

### МКХ-11
У січні 2022 року було вперше офіційно використано МКХ-11. Ця версія ICD об’єднала всі стани PDD як «розлад аутистичного спектру» (відповідно до практики DSM). Зміни, що були прийняті в МКХ-11 включають критерії DSM-5, випущеного в 2013 році, і об’єднає аутизм, синдром Аспергера та первазивний розлад розвитку в єдиний діагноз "розлади спектру аутизму" - РАС. МКХ-11 містить рекомендації щодо розрізнення аутизму з інтелектуальним відставанням та без нього.

### Наука
Незважаючи на те, що концепція маскування аутистів (люди з аутизмом приховують свою аутичну поведінку) була сформульована та стала популярною серед аутистів набагато раніше, вона стала центром наукових досліджень у 2010-х роках.  Таке маскування часто вимагає виняткових розумових зусиль,  і є основною причиною вигорання у людей з аутизмом .  Це також пов’язано з іншими негативними наслідками для психічного здоров’я .
У липні 2013 року Лейф Екблад зі Швеції випустив діагностичний тест під назвою «Aspie Quiz».
Огляд журналу аутизму та розладів розвитку  був заснований у Сполучених Штатах Springer у березні 2014 року.
Autism Speaks , Hospital for Sick Children (Торонто) і Google Genomics розпочали проект AUT10K у 2014 році.  Він створив одну з найбільших у світі колекцій генетичного матеріалу, пов’язаного з аутизмом, і мав відкритий доступ для дослідників під назвою AGRE . Пізніше проект перетворився на аналогічний проект MSSNG. MSSNG прагне «надати найкращі ресурси для визначення багатьох підтипів аутизму».  Проект MSSNG швидко зустрівся з критикою з боку аутистів, які самозахищають себе.
Журнал Advances in Autism  був запущений британським видавцем Emerald Publishing у січні 2015 року.
У 2015 році бразильський дослідник Аліссон Муотрі та інші заснували компанію Tismoo, метою якої є розробка генетичних методів лікування аутизму та інших захворювань.
Журнал відкритого доступу Autism & Developmental Language Impairments  був запущений американським видавцем Sage Journals у січні 2016 року.
У жовтневому 2016 році трьома дослідниками з Університету Йорка розглядається синдром Аспергера як «альтернативна просоціальна адаптивна стратегія», яка могла розвинутися в результаті появи «спільної моралі» в контексті невеликого мисливського збиральництва , тобто там, де «позитивна соціальна репутація, яка робить внесок у груповий добробут і виживання» стає важливішою, ніж складне соціальне розуміння.
Концепція аутичного вигорання стала набагато поширенішою в Twitter у 2017–18 роках і згодом привернула більше наукових досліджень.
Дослідження американського психолога Хенні Купферстайн  , опубліковане в січні 2018 року, показало, що аутисти, які отримували терапію ABA, мали на 86% більше шансів мати посттравматичний стресовий розлад, ніж ті, хто не отримував.
У квітні 2018 року 26 американських авторів опублікували добре цитоване дослідження «Поширеність розладу аутистичного спектру серед дітей віком 8 років — Мережа моніторингу аутизму та порушень розвитку, 11 сайтів, США, 2014».  Було встановлено, що одна з 59 дітей у США віком 8 років мала РАС (майже 2%). Було виявлено, що 56% дітей-аутистів мали інтелектуальну недостатність (з IQ 85 або менше), а 44% мали показники IQ від середнього до вище середнього.
У серпні 2018 року Аутизм CRC опублікував національні рекомендації з оцінки та діагностики розладів спектру аутизму в Австралії.
Журнал Autism in Adulthood був запущений американським видавцем Mary Ann Liebert, Inc. у березні 2019 року.
У березні 2019 року британський психолог Лаура Халл,  Саймон Барон-Коен та інші опублікували опитувальник маскування рис аутистів (CAT-Q). [ 593  маскування аутистів.
Інструмент ABA, градуйований електричний уповільнювач , став третім пристроєм, коли-небудь забороненим Управлінням з контролю за якістю харчових продуктів і медикаментів США (FDA) у березні 2020 року.  Його основний користувач, Центр судді Ротенберга , подав позов проти FDA, і в липні 2021 року окружний суд округу Колумбія скасував заборону, що означає, що центр все ще може використовувати пристрій. 
У листопаді 2020 року CRC з питань аутизму оприлюднив звіт « Втручання дітей із спектром аутизму: узагальнення доказів досліджень».  У ньому порівнювалися десятки різних заходів.
Американський психіатр Лінн Керн Когел  зі Стенфордського університету стала шостим редактором журналу Journal of Autism and Developmental Disorders у 2022 році. Вона та її чоловік раніше розробили ключове лікування .
Концепція галькової соціальної поведінки була визначена до 2022 року.
У травні 2023 року було опубліковано скринінг-тест аутичного вигорання для виявлення синдрому вигорання у людей з аутизмом.  Він був розроблений американським психологом Джаредом Річардсом  та дванадцятьма іншими.
У грудні 2024 року Аутизм CRC випустив національну структуру для оцінки функціональних можливостей дітей і потреб у підтримці в Австралії.

### Підтримка
Мережа аутистів ASEAN була створена в січні 2010 року, об’єднуючи організації аутистів у Південно-Східній Азії.  У 2016 і 2018 роках він проводив спортивні змагання АСЕАН з аутизму.
Програма освіти та збагачення навичок спілкування (PEERS) була розроблена американцями Елізабет Логесон і Фредом Франкелем у 2010 році на основі попередньої роботи Франкеля CFT.  Пізніше Логесон заснував клініку UCLA PEERS.  Програми PEERS використовуються для навчання соціальних навичок аутистів та інших людей у багатьох країнах світу.
Журнал Autism Parenting Magazine був заснований у Великобританії в 2012 році. 
У грудні 2012 року Бразилія прийняла Закон Береніс Піана, який створив національну політику захисту прав осіб з розладом аутистичного спектру.  Це офіційно класифікувало аутизм як інвалідність згідно з бразильським законодавством і підвищило популярність захворювання в країні.
Іранська асоціація аутистів була заснована в 2013 році професіоналами з лікування разом з аутистами та їхніми родинами. 
Уряд Сполучених Штатів прийняв Закон про допомогу людям з аутизмом у 2014 році , дозволивши витратити 1,3 мільярда доларів США між 2015 та 2019 роками. Це продовжило дію Закону про боротьбу з аутизмом . У 2019 році Закон було повторно затверджено.
Перший посібник із соціальної комунікаційної програми (SCIP)  був опублікований у 2015 році британським логопедом Кетрін Адамс.  SCIP базувався на дослідженні, яке вона та інші проводили з 2005 року.  Програма навчає дітей навичкам соціальної комунікації. Це включає соціальне розуміння та соціальну інтерпретацію, прагматику та мовну обробку.
Навчальна гра з розпізнаванням емоцій «EmotiPlay»  була вперше розроблена в 2015 році  ізраїльською компанією з освітнього програмного забезпечення Compedia  [ he ] .
У 2015 році представницький орган Autism Canada був створений шляхом злиття Товариства аутизму Канади та Autism Canada Foundation.
У 2016 році головні державні та інші організації, що представляють аутизм, об’єдналися в Австралійський альянс аутизму.
У березні 2017 року було засновано головний російський представницький орган батьків дітей-аутистів «Аутизм Регионы»
Організація служби працевлаштування з питань нейрорізноманіття Untapped Group  була співзасновником австралійського бухгалтера Ендрю Едді в 2017 році.  Вона працює в Сполучених Штатах та Австралії та, зокрема, організовує видатні конференції «Аутизм на роботі»
У Сполучених Штатах у січні 2019 року було засновано Національну раду з важкого аутизму.  Вона займається людьми з аутизмом, які мають IQ 85 або менше.
Національна схема страхування на випадок інвалідності в Австралії запрацювала в повному обсязі в 2020 році. Вона надає багатьом людям з аутизмом у цій країні значні суми грошей, щоб допомогти їм жити повноцінніше.
У квітні 2021 року американський місяць розповсюдження інформації про аутизм став місяцем сприйняття аутизму.
Глобальна організація онлайн-підтримки «Stimpunks Foundation» була заснована в США в грудні 2021 року.
Національні рекомендації щодо підтримки навчання, участі та благополуччя дітей з аутизмом та їхніх сімей в Австралії були оприлюднені Autism CRC у лютому 2023 року.

### Люди
Британська співачка Сьюзан Бойл згадала в інтерв'ю в грудні 2013 року, що у неї був діагностований синдром Аспергера.
У травні 2015 року мати шведської активістки Грети Тунберг розповіла національній газеті про діагноз Аспергера у її доньки.  У 2018 році Грета стане всесвітньо відомою активісткою.
Британський актор Ентоні Хопкінс згадав в інтерв'ю в січні 2017 року, що у нього діагностували синдром Аспергера.

### Популярні книги для допомоги людям з аутизмом та їх батькам
- Aspergirls: Empowering Females with Asperger Syndrome була опублікована американською письменницею Руді Сімон у 2010 році. Вона продовжила написання низки інших книг на тему аутистів.
- Довідник з емоційного контролю Zones of Регуляція  був опублікований американським ерготерапевтом Лією Кайперс у 2011 році, щоб допомогти людям з аутизмом та іншим, хто цього потребує. З того часу було продано понад 100 000 примірників.  З того часу було створено різні інші продукти, які допомагають людям зрозуміти та використовувати концепцію зон.
- У вересні 2011 року американський ерготерапевт Енджі Восс випустила книгу « Розуміння сенсорних сигналів вашої дитини: практичний посібник для щоденного використання для батьків і вчителів» .  Згодом було опубліковано ще два видання.
- У січні 2012 року американська письменниця Сьюзен Кейн опублікувала бестселер « Тихо: сила інтровертів у світі, який не може перестати говорити» .
- Посібник із виживання для дітей із розладами аутистичного спектру (та їхніх батьків) випустили в березні 2012 року американки Елізабет Вердік (письменниця)  та Елізабет Рів (психіатр).  У 2021 році вийшло нове видання.
- Модель раннього старту в Денвері « Ранній початок для вашої дитини з аутизмом: використання повсякденних дій, щоб допомогти дітям спілкуватися, спілкуватися та навчатися» була видана американцями Саллі Дж. Роджерс , Джеральдін Доусон і Лорі А. Вісмара  у травні 2012 року. Її було продано тиражем понад 100 000 примірників.
- «Секретна» книга соціальних правил «Асперкідс»: Посібник не дуже очевидних вказівок для підлітків і підлітків була опублікована американським соціальним працівником Дженніфер Кук у вересні 2012 року. Вона розійшлася багатьма примірниками та отримала найкращу літературну роботу року від Товариства аутистів Америки Темпл Грандін. Пізніше Кук написав ряд інших книг про аутизм.
- Тихий вплив: посібник для інтровертів із змін  американського консультанта Дженніфер Б. Канвайлер  вийшов у 2013 році.
- Логопед Баррі Прізант (один із авторів SCERTS)  також випустив популярну книгу в серпні 2015 року « Uniquely Human: A Different Way of Seeing Autism» . Книга пояснює аутизм з точки зору нейрорізноманіття. Нове видання було опубліковано в 2022 році  за допомогою письменника Тома Філдса-Майєра.
- Візуальна мова ABA: прикладний аналіз поведінки японського спеціаліста з ABA Макото Шибутані була опублікована в травні 2017 року.
- У грудні 2018 року американський логопед Вікторія Бун випустила книгу ABA «  для аутизму: потужні стратегії, які допоможуть вашій дитині подолати труднощі та процвітати»
- «Дивергентний розум: Процвітання у світі, який не був створений для вас» був випущений американською журналісткою Дженарою Неренберг у лютому 2021 року.  Він досліджує, як СДУГ , аутизм, синестезія, висока чутливість і розлад сенсорної обробки проявляються у жінок.
- «Викриття аутизму: відкриття нових облич нейрорізноманіття» — популярна книга, написана американським психологом Девоном Прайсом і опублікована в квітні 2022 року.

### Відомі книги з історії аутизму
- Книгу-бестселер NeuroTribes: The Legacy of Autism and the Future of Neurodiversity опублікував американський письменник Стів Сілберман у серпні 2015 року. Вона значно зробила для поширення концепції нейрорізноманіття та пояснення історії аутизму.
- У січні 2016 року вийшла книга американських журналістів Джона Донвана та Керен Цукер  «В іншому ключі: історія аутизму». Книга стала фіналістом Пулітцерівської премії 2017 року. Він був адаптований до документального фільму, випущеного в 2021 році.
- Книгу « Діти Аспергера: походження аутизму в нацистському Відні»  випустила американський історик Едіт Шеффер  у березні 2018 року.
- Книга « Наше життя аутистів: особисті розповіді дорослих аутистів віком від 20 до 70 років»  була зібрана британським письменником-аутистом Алексом Реткліффом  і була випущена в січні 2020 року

### Аутизм в Україні
В Україні станом на 2023 рік зареєстровано понад 20 тис. дітей з аутизмом.

## Дивіться також
- Синдром Аспергера
- Аутизм